# Ilias

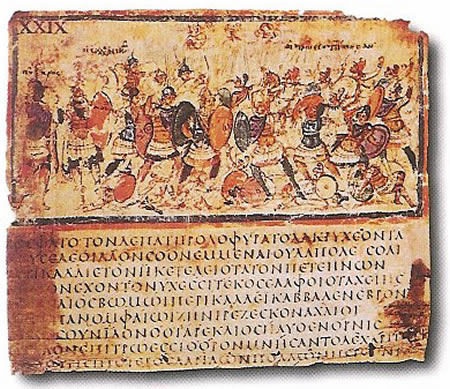
Handschrift F 205 der Biblioteca Ambrosiana in Mailand (Ilias Ambrosiana) mit Text und Illustration der Verse 245–253 des achten Buches der Ilias aus dem späten 5. oder frühen 6. Jahrhundert n. Chr.

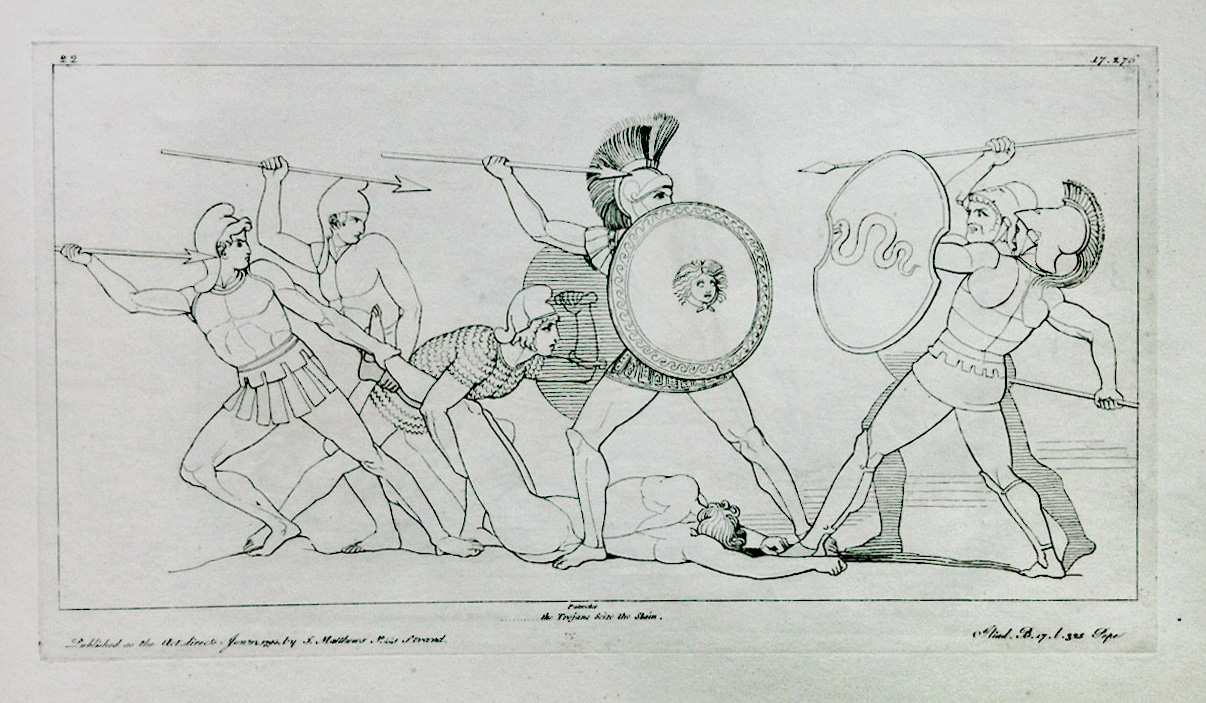
Kupferstich 18,8 × 34,3 cm 1793 nach einer Zeichnung von John Flaxman

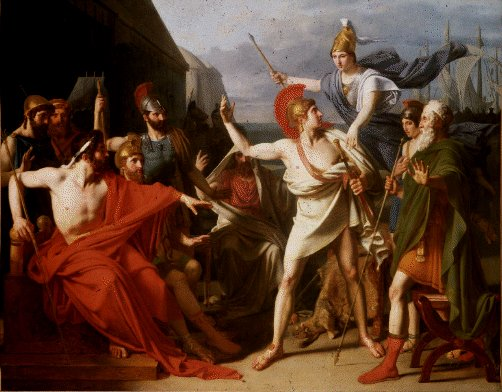
Auf dem Bild La Colère d’Achille („Der Zorn des Achilleus“), mit dem Michel-Martin Drolling 1810 den Prix de Rome gewann, ist der Moment der von Achilleus berufenen Heeresversammlung zu sehen, in dem Athene ihn hindert, gegen Agamemnon und dessen Beleidigung vorzugehen. Es befindet sich heute in der École nationale supérieure des beaux-arts de Paris.

Die Ilias (altgriechisch Ἰλιάς Iliás), eines der ältesten schriftlich fixierten Werke Europas, schildert einen Abschnitt des Trojanischen Krieges. Eine zeitliche Einordnung ihrer Entstehung ist schwierig, heutzutage datiert man sie ins 8. oder 7. Jahrhundert v. Chr. Das Epos umfasst 24 Bücher bzw. Gesänge, wie diese Abschnitte seit der Übersetzung durch Johann Heinrich Voß bezeichnet werden. Die Ilias beruht auf frühgeschichtlichen Mythen und Erzählungen und wird traditionell Homer zugeschrieben (zur Verfasserschaft, auch hinsichtlich der Odyssee, siehe homerische Frage). Die Ilias-Darstellung der Olympischen Götter dürfte erheblich zur Entwicklung einer nationalen griechischen Religion beigetragen haben und prägt bis in die Gegenwart die europäische Kunst- und Geisteswissenschaft.
Gegenstand ist der bereits neun Jahre währende Trojanische Krieg zwischen Troja und der griechischen Allianz der Achaier. Zentrales Thema der Ilias ist der Zorn, der innerhalb ihres nur 51-tägigen Handlungsverlaufs immer weitere Kreise zieht und dabei Heroen wie auch Götter als unentrinnbares Schicksal ereilt. Den Anfang setzen die Entehrung des Gottes Apollon durch den Raub der Chryseïs und seine Rache an den Achaiern. Als schließlich dem Apollon-Priester Chryses die Tochter zurückgegeben wird, fordert Agamemnon, Oberbefehlshaber der Achaier, Ersatz für seine Beute und gerät so in Konflikt mit Achilleus, der sich in der Folge ebenfalls entehrt sieht und sich aus den Kämpfen zurückzieht. Der „Zorn des Achilleus“ wird zur Klammer des Epos, findet zum Ende hin aber eine neue Ursache. So wendet Achilleus im 19. Gesang die endgültige Niederlage der Achaier durch die öffentliche Versöhnung mit Agamemnon und seinen Wiedereintritt ins Kampfgeschehen ab, um dafür nun dem Zorn auf Hektor nachzugeben, der zuvor seinen besten Freund und Kampfgefährten Patroklos getötet hat. Eine Mäßigung findet Achilleus’ Zorn erst im letzten bzw. 24. Gesang, als er Hektors Leichnam nach 12-tägiger Schändung dessen Vater Priamos zur Bestattung überlässt.
Mythischer Ausgangspunkt für den Trojanischen Krieg ist das Urteil des Paris und dessen Entführung von Agamemnons Schwägerin Helena. Beides wird in den Kypria beschrieben. Die Kenntnis darum wird in der Ilias vorausgesetzt und daher nur einmal kurz angedeutet. Von der List des Odysseus (Trojanisches Pferd) und dem Ende des Trojanischen Krieges wird dann nicht in der Ilias, sondern unter anderem in der Iliu persis des sogenannten Epischen Zyklus erzählt.
Die Ilias zählt zu den bedeutendsten Werken der Weltliteratur.

## Werktitel
Das altgriechische Wort Ἰλιάς [Iliás] ist eine feminine Adjektivbildung zu Ἴλιος [Ílios], einem Alternativnamen für Troja; es bedeutet also „zu Troja gehörig, mit Troja verbunden, trojanisch“. Substantiviert kann es auch die Landschaft um Troja, die Troas, oder eine aus Troja stammende Frau bezeichnen. Die Verwendung als Titel für das noch heute so genannte Werk findet sich zuerst in Herodots Historien (2, 116). Diesem Gebrauch muss eine (nirgendwo belegte) Verbindung wie Ἰλιὰς ποίησις [Ilias poíesis] („die sich mit Troja beschäftigende Dichtung“) vorausgegangen sein. Eine syntagmatische Verwendung des Namens findet man vor Herodot schon bei Aischylos, Simonides von Keos und Euripides. Schon Sappho schreibt über die Iliaden. Wann und wieso sich der Name „Ilias“ für ein Werk durchsetzen konnte, das nicht die ganze Geschichte Trojas, nicht einmal den gesamten Trojanischen Krieg, sondern nur eine Episode daraus behandelt, ist unklar; immerhin verwendeten auch die sogenannten kyklischen Epen diesen Rahmen. Vermutlich zeigt sich darin die überragende Stellung, die der Ilias im Vergleich zu den anderen Troja-Dichtungen zugebilligt wurde.

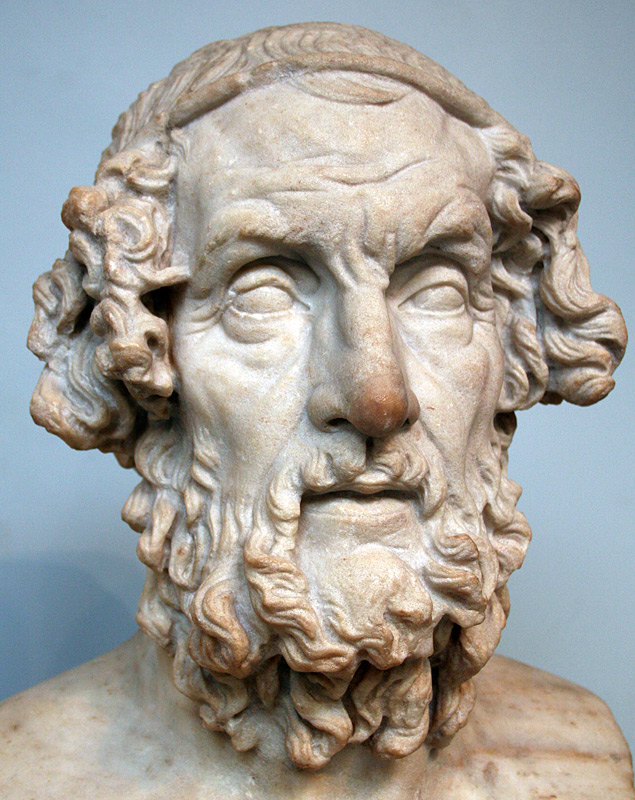
Homer, der überlieferte Verfasser der Ilias; römische Kopie aus dem 2. Jahrhundert n. Chr. eines hellenistischen Originals.
British Museum, London

## Urheber
Die Frage nach dem Urheber ist schwierig zu beantworten, da das Werk nicht um einen Namen ergänzt wurde. Überliefert ist der Name „Homer“, dem man im 5. Jahrhundert v. Chr. ebenso die Urheberschaft der Odyssee, der kyklischen Epen, der Trojasage, der Homerischen Hymnen und einiger weiterer Werke zuschrieb.
Die Unklarheiten beginnen schon damit, was man als Urheber der „Ilias“ verstehen soll: Die Person, die die Handlung, die poetische Komposition oder den Text erstellt hat, und ob eine Person dies auf sich vereint oder ob der überlieferte Name für eine Gruppe mehrerer Bearbeiter steht. So wurde seit dem 18. Jahrhundert in verschiedenen Richtungen versucht, die Fragen nach der Urheberschaft zu beantworten. Denn obwohl es unumstritten ist, dass manche Verse der Ilias spätere Zusätze sind, sind sich die Wissenschaftler jedoch uneinig, wie dies zu erklären oder zu behandeln ist. Die Entfernung sprachlich oder inhaltlich auffälliger Stellen, spätere Überarbeitungen durch denselben (oder andere) Verfasser, die Verarbeitung früherer Quellen und einige andere Ansätze wurden diskutiert, ohne die Phänomene vollständig zu erklären und die Frage nach dem Urheber zu beantworten (siehe dazu ausführlicher Ilias und Homerische Frage).
Im frühen 20. Jahrhundert wurde eine neue Theorie entwickelt, die heutzutage dazu führt, dass die Frage nach dem Urheber der Ilias in den aktuellen Forschungsfragen größtenteils ausgeblendet wird bzw. man sich mit einer Gleichsetzung vom Text mit „Homer“ trotz ungeklärter Phänomene begnügt. Es war dabei beobachtet worden, dass in der Ilias viele Wiederholungen vorliegen, die als epische Formeln verstanden werden. Durch deren Verwendung werde die inhaltliche Gestaltung größtenteils verschleiert und man könne daher auch auf sprachliche Analysen zur Klärung der Urheberschaft verzichten. Diese Folgerungen sind in einem Teil der Wissenschaft nicht gänzlich unumstritten, da diese Wiederholungen sehr ungleichmäßig über den Ilias-Text verteilt sind und daher nicht zwingend als Formeln verstanden werden müssen.
Zu den heute kaum zu beantwortenden Fragen stellt Hermann Fränkel resignierend fest: „Dabei muß die Frage für alle Zeiten offen bleiben, ob Homer, als er die letzte Hand an die Epen legte, viel oder wenig an ihnen geändert hat; ob er ein schöpferischer Geist, ein geschickter Bearbeiter, ein trefflicher Rezitator, ein fleißiger Schreiber – oder vielleicht eben nur der letzte Redaktor war, dem kein Nachfolger mehr den Ehrentitel abnahm.“ Für Aufsehen und heftige Kritik in der Fachwissenschaft sorgte die 2007 von Raoul Schrott aufgestellte These, Homer sei ein Hofschreiber in Kilikien gewesen und nicht im westlichen Kleinasien beheimatet, wie dies in der antiken Literatur vermutet wurde.

## Datierung
Die Frage nach der Datierung der Ilias ist eine der schwierigsten und umstrittensten der Klassischen Philologie – auch in der Antike schwankten die Autoren schon stark, nämlich zwischen dem 13./12. und 7. Jahrhundert v. Chr. Sie hängt stark mit den Homertheorien und der Verfasserschaft zusammen – so ist bisher nicht bewiesen, ob die Ilias über einen längeren oder kürzeren Zeitraum sprachlich geprägt wurde. Sie wird dabei sowohl synchron als auch diachron betrachtet. Seit den Homeriden – einer Gruppe Homer nacheifernder Dichter – wird die Ilias in die zweite Hälfte des 8. Jahrhunderts v. Chr. datiert. Auch heute wird dies noch, unter anderem aufgrund neuer archäologischer Funde dieser Zeit, vom größten Teil der Fachwissenschaftler vertreten. Seit dem Ende des 20. Jahrhunderts argumentieren Philologen wie Walter Burkert und Martin L. West anhand von Werkstellen intensiver für eine spätere Datierung. So wird auch für eine Redaktion zur Zeit des Tyrannen Peisistratos oder bei den alexandrinischen Philologen plädiert. Kritisiert wird dabei auch, dass Bezugnahmen zeitlich der Ilias nahestehender Dichter, Werke oder Kunstgegenstände sich nicht auf den verschriftlichten Text beziehen müssen, sondern sich auch auf mündliche Überlieferungen des Plots beziehen könnten. Sprachliche Argumente für ein höheres Alter der Ilias gegenüber anderen Werken, wie von vielen Forschern angeführt, werden teilweise mittlerweile bestritten.

### Terminus ante quem
Eindeutige Bezüge, durch die ein terminus ante quem sicher zu belegen ist, finden sich in literarischer Form erst bei Alkaios von Lesbos um 600 v. Chr. In der Kunst der Antike werden zwar seit 700 v. Chr. Szenen des epischen Kyklos dargestellt, nicht jedoch die 51 Tage der Ilias. Kunstwerke, die dieses Thema darstellen, sind erst seit etwa 625 v. Chr. zu finden. Es könnten natürlich noch frühere Objekte entdeckt werden, die Frage nach der Bezugnahme auf einen schriftlichen Text kann damit allerdings nicht vollständig geklärt werden.

### Terminus post quem
Waffen- und Gegenstandfunde wie auch die erschlossene Kampftechnik sprechen eher für die erste Hälfte des 7. Jahrhunderts v. Chr. Wie oben erwähnt, versucht man anhand von Textstellen den Terminus post quem genauer zu bestimmen – so wird beispielsweise Homer, Ilias 9, 381–384 (Beschreibung des hunderttorigen ägyptischen Thebens) von Martin L. West nicht vor 663 v. Chr. datiert, Walter Burkert geht noch früher; Homer, Ilias 12, 3–33 aufgrund der Ähnlichkeit zur Zerstörung von Babylons Stadtmauer wird durch West in die Jahre 689/688 v. Chr., der Wiederaufbau in die Jahre 678/677 v. Chr. angesetzt. Letzteres Datum sieht Martin West als Terminus post quem an, und datiert dabei unter der Annahme einer synchronen Verschriftlichung des Textes nach Hesiod (730 bis 660, genauer 680 bis 670 v. Chr.) – welches damit das älteste schriftlich fixierte Werk der griechischen Literatur wäre –, wie dies vor dem vierten Jahrhundert v. Chr. schon der Fall war. Die Ilias enthält laut Ernst Heitsch und Martin West mehrere belegte Zitate und Bezüge aus Hesiods Werken. Die Argumente für eine frühere Datierung aufgrund von Anspielungen auf Mimnermos und Tyrtaios hält West für nicht kräftig. Abschließend werden die Jahrzehnte von 670 bis 640 v. Chr., spezieller die Jahre 660 bis 650 v. Chr. als mögliche Entstehungszeit des Textes angenommen.

## Handlung
Das Werk umfasst 15.693 Verse in 24 Gesängen, die nach dem Einheitsalphabet von Eukleides im Jahr 403 v. Chr. mit griechischen Großbuchstaben gekennzeichnet sind; die Länge der Bücher variiert etwa zwischen 400 und 900 Versen.
Das Zornmotiv, das das ganze Epos durchzieht, tritt nur in einigen wenigen der 24 Bücher stärker in den Vordergrund. Achilleus’ Zorn entwickelt sich durch Agamemnons Entehrung, weil er sein Beutemädchen Briseïs raubt, um an ihm ein Exempel seiner Macht zu statuieren. Achilleus beugt sich diesem und tritt in den Streik und damit in den Hintergrund der Ilias. So kann der Erzähler im 2. bis 8. Buch Szenen aus früheren Kriegsjahren einbauen und ein erstes Zusammentreffen der Kriegsparteien darstellen. Erst im 9. Buch wird Achilleus wieder angesprochen, da die anderen Achaier erkannt haben, dass sie ohne ihn und seine Kampfgefährten gegen die Trojaner nicht bestehen können. Da sich Agamemnon für sein Fehlverhalten aber nicht entschuldigen will und Achilleus’ Zorn noch zu groß ist, lehnt er einen Kompromiss ab und stellt sich damit nicht nur gegen Agamemnon, sondern auch gegen die übrigen Achaier. Er beschließt damit den Tod vieler Gefährten, da Zeus den Trojanern gewährt, bis ans Schiffslager der Achaier zu gelangen. Erst danach soll die Schlacht gewendet werden. Bis es dazu kommt, wird durch die Darstellung der Kämpfe um die Mauer vor den Schiffen und durch göttliche Eingriffe zugunsten der Achaier die Geschichte retardiert.
Im 16. Buch erfüllt sich dann Zeus’ Plan, sodass Achilleus Patroklos gewährt, die Trojaner zurückzudrängen. Übermütig greift dieser dann aber die Stadt an und wird unter anderem von Hektor getötet. Der darauffolgende Kampf um Patroklos’ Leichnam und die Fertigung neuer Waffen weisen auf die folgenden Bücher hin. Achilleus, entsetzt über den Verlust des Freundes, versöhnt sich dann im 19. Buch mit Agamemnon und stürmt, immer noch zornig, jetzt aber auf Hektor, in die Schlacht. Bis zum finalen Kampf mit diesem im 22. Buch kämpft er allerdings noch gegen einige andere Gegner und sogar Götter. Die endgültige Überwindung seines Zorns findet dann erst nach dem Misshandeln von Hektors Leichnam und Totenspielen für Patroklos’ Feuerbestattung im 24. Buch statt. Dazu muss er erst den Vater seines Erzfeindes – Priamos – kennenlernen, der wie Achilleus einen schweren Verlust erleiden musste.
Im Folgenden wird der Aufbau des Werkes anhand einer Tabelle skizziert.
| Tag/Nacht        | Partie             | Versanzahl | Handlung |
| ---------------- | ------------------ | ---------- | --- |
| Proömium         | 1, 1–7             | 7          | 1. Buch: Themenüberblick |
| Tag 1            | 1, 8–52            | 45         | Agamemnon beleidigt und vertreibt den Priester Chryses, der seine kriegsgefangene Tochter Chryseïs befreien will, woraufhin dieser seinen Gott Apollon um Genugtuung bittet. |
| Tage 2–9         | 1, 53              | 1          | Neun Tage wütet eine von Apollon entsandte Seuche. |
| Tag 10           | 1, 54–476          | 423        | Von Achilleus wird eine Heerversammlung aufgrund der Seuche einberufen, in der sich Agamemnon und Achilleus entzweien. Eine Vermittlung von Nestor ist nicht erfolgreich. Schließlich lenkt Agamemnon ein, verlangt aber Achilleus’ Beutemädchen Briseïs als Ersatz, was der nicht gutheißt. Bitte des Achilleus an seine Mutter Thetis um Ehrung und Genugtuung durch Zeus. Rückgabe der Chryseïs auf der Insel Chryse. |
| Tag 11           | 1, 477–492         | 16         | Rückkehr der Gesandtschaft aus Chryse. |
| Tag 12–20        | (1, 493)           | (1)        | Alle Götter sind für zwölf Tage bei den Aithiopiern. |
| Tag 21           | 1, 493–611         | 119        | Die Götter sind wieder zurück auf dem Olymp; Zeus gewährt Thetis Achilleus’ Wunsch trotz Heras Widerspruchs. Ihr Konflikt löst sich im Lachen auf. |
| Nacht vor Tag 22 | 2, 1–47            | 47         | 2. Buch: Zeus sendet Agamemnon einen Traum, dass dieser jetzt die Trojaner besiegen würde. |
| Tag 22           | 2, 48 bis 7, 380   | 3653       | Erster Schlachttag. Heeresversammlung durch Agamemnon inklusive Prüfung des Heeres: Die Griechen fühlen sich ermutigt, Troja zu verlassen, werden aber nach Reden von Odysseus und Nestor umgestimmt. Aufzählung aller griechischen Schiffsmannschaften und trojanischen Völker. Ausbruch der Trojaner aus Ilios. 3. Buch: Mauerschau und Einführung der griechischen Helden durch Helena und Priamos. Zweikampf zwischen Menelaos und Paris, aus dem letzterer gerettet wird. 4. Buch: Eidbruch durch die Trojaner aufgrund eines Angriffes auf Menelaos. Zunächst unentschiedene Schlacht. 5. Buch: Aristie (Folge von Siegen) des Diomedes, die unter anderem zum Entrücken von Aineias und zur Verwundung von Göttern führt. 6. Buch: Hektor bittet Athene in Troja vergeblich, Diomedes abzuwehren, und begegnet dort ein letztes Mal seiner Familie. 7. Buch: Zweikampf zwischen Hektor und Aias, der mit leichten Vorteilen für letzteren abgebrochen wird. Beratungen der Achaier und Trojaner am Abend. |
| Tag 23           | 7, 381–432         | 52         | Bestattung der Toten. Waffenruhe. |
| Tag 24           | 7, 433–482         | 33         | Bau einer Mauer und eines Grabens um das Lager der Griechen. Abendliche Feier. |
| Tag 25           | 8, 1–488           | 488        | Zweiter Schlachttag. 8. Buch: Nach anfänglichen Vorstößen der Achaier können die Trojaner mit Zeus’ Hilfe bis über den Graben gelangen. |
| Nacht vor Tag 26 | 8, 489 bis 10, 579 | 1369       | Die Trojaner übernachten vor dem Lager der Griechen, gefolgt von Versammlungen auf beiden Seiten. 9. Buch: Auf griechischer Seite wird eine Gesandtschaft mit Geschenken zu Achilleus initiiert, um dessen Zorn zu besänftigen. Nach Reden von Odysseus, Phoinix und Aias lehnt dieser einen Friedensvertrag ab. 10. Buch: Aus dem Schlaf gerissen entsendet Agamemnon Diomedes und Odysseus als Späher ins trojanische Lager. Diese begegnen einem Späher der Trojaner, Dolon, erpressen von ihm Informationen und töten ihn anschließend. Im Lager der Trojaner töten sie den thrakischen König Rhesos und rauben zwei ihrer Pferde, auf denen sie dann zurückreiten. |
| Tag 26           | 11, 1 bis 18, 242  | 5294       | Dritter Schlachttag. 11. Buch: Aristien Agamemnons und Hektors. Verwundung mehrerer Griechenfürsten. 12. Buch: Erster trojanischer Angriff auf die griechische Mauer durch vor allem Asios, Sarpedon und Hektor. 13. Buch: Poseidon unterstützt kurz die Griechen besonders, nachdem Hektor einen seiner Söhne getötet hatte. Aristien des Idomeneus’ und Menelaos’. 14. Buch: Hera lenkt Zeus mit einem erotisierenden Gürtel ab und lässt ihn nach dem Liebesakt durch Hypnos einschlafen. Poseidon kann nun die Achaier besser unterstützen, die die Trojaner erneut Richtung Stadt drängen können. 15. Buch: Zeus erwacht wütend und ruft Poseidon aus dem Kampfgeschehen. Apollon unterstützt Hektor, der nun bis zu den Schiffen vordringen kann. 16. Buch: Patroklos bittet Achilleus um Erlaubnis, mit den Myrmidonen seinen griechischen Freunden zu helfen. Dieser gewährt ihm, die Trojaner abzuwehren und gibt ihm dafür seine Rüstung und Pferde. Patroklos nutzt diese, drängt aber weiter und kann den Lykierkönig Sarpedon töten. Nachdem Patroklos viermal Troja einzunehmen versucht, wird er von Apollon zurückgedrängt, der ihn schließlich mit Euphorbos und Hektor töten kann. 17. Buch: Kampf um Patroklos’ Rüstung, Leichnam und Gespann. Die Rüstung erbeutet Hektor, der Leichnam wird von Menelaos und Meriones geschützt. 18. Buch: Antilochos erzählt Achilleus vom Tod seines Freundes Patroklos. Daraufhin wünscht er sich von seiner Mutter Thetis neue Waffen und vertreibt die Trojaner allein durch sein Auftreten und sein Gebrüll. |
| Nacht vor Tag 27 | 18, 243–617        | 375        | Polydamas rät den Trojanern in einer Versammlung zum Rückzug hinter die sicheren Stadtmauern. Hektor kann sich aber mit seinem Wunsch nach Entscheidung der Schlacht durchsetzen. Auf griechischer Seite trauert man um den toten Patroklos. Thetis gelangt zu Hephaistos, der einen neuen Schild, sowie Panzer, Helm und Beinschienen für Achilleus herstellt. |
| Tag 27           | 19, 1 bis 23, 58   | 2111       | Vierter Schlachttag. 19. Buch: Übergabe der Waffen von Thetis an Achilleus, der sich daraufhin in einer Heeresversammlung mit Agamemnon versöhnt. Achilleus will sofort angreifen, das Heer soll aber erst frühstücken. Nach erneuten Klagen über Patroklos’ Tod rüstet man sich zum Gefecht. 20. Buch: Aineias attackiert Achilleus, wird aus der drohenden Niederlage aber von Poseidon gerettet. Aristie des Achilleus’. Hektor greift trotz Verbotes von Apollon Achilleus an. 21. Buch: Achilleus entehrt den Fluss Skamandros, woraufhin dieser mit dem Simoeis ihn angreift. Erst Hephaistos kann den Verzweifelten retten. Im Anschluss findet eine Götterschlacht mit Vorteilen für die griechenfreundlichen Götter statt. Nach dem Rückzug der anderen Götter bleibt Apollon zurück und lenkt Achilleus ab, sodass die Trojaner in die Stadt flüchten können. 22. Buch: Apollon gibt sich Achilleus zu erkennen, während Hektor sich dafür entscheidet, gegen Achilleus zu kämpfen, flüchtet aber dann doch zunächst vor ihm. Als er gestellt wird, beraten die Götter über den Ausgang des Duells. Die Schicksalswaage wendet sich gegen Hektor, woraufhin Apollon ihn verlässt und Athene im Anschluss täuscht. Achilleus tötet schließlich Hektor und schleift dessen Körper. Klagen der Trojaner um Hektor. 23. Buch: Vorbereitungen für Patroklos’ Bestattung. |
| Nacht vor Tag 28 | 23, 59–108         | 50         | Patroklos Psyche weissagt Achilleus’ nahen Tod, bittet um ein gemeinsames Grab und eine baldige Bestattung. |
| Tag 28           | 23, 110–216        | 107        | Verbrennung von Patroklos’ Leichnam. |
| Nacht vor Tag 29 | 23, 217–225        | 9          | Achilleus spendet Patroklos Wein und klagt um ihn. |
| Tag 29           | 23, 226–897        | 672        | Wettkämpfe zur Ehrung des Toten: Wagenrennen mit Streit um die Platzierungen, Boxen, Ringen, Laufen, Speerstechen, Bogenschießen und Speerwerfen. |
| Nacht vor Tag 30 | 24, 1–30           | 30         | 24. Buch: Achilleus kann nicht schlafen, trauert um Patroklos’ Leichnam und schleift Hektors Leiche. |
| Tage 29–40       | (24, 31)           | (1)        | Achilleus schleift Hektors Leiche insgesamt zwölf Tage. |
| Tag 40           | 24, 31–158         | 128        | Beratung der Götter über die Entwendung oder Rückgabe von Hektors Leichnam. Achilleus soll schließlich um letzteres gebeten werden, woraufhin Zeus Iris zu Thetis entsendet, die ihrem Sohn den Auftrag des Zeus präsentiert. Achilleus akzeptiert dies. |
| Nacht vor Tag 41 | 24, 159–694        | 536        | Iris fordert Priamos auf, Achilleus mit Geschenken zur Übergabe von Hektors Leichnam zu bitten. Er macht sich reisefertig und wird von Hermes in Gestalt eines Myrmidonen zu Achilleus’ Zelt geführt. In gemeinsamen Gesprächen lernen sich die beiden Personen kennen und schätzen. Achilleus gewährt schließlich Priamos die Rückgabe der Leiche. In der Nacht wird Priamos von Hermes geweckt, damit er schnell wieder nach Ilios zurückkehren kann. Dies tut Priamos dann auch. |
| Tage 41–49       | 24, 695–784        | 90         | Klagen um Hektor durch Andromache, Hekabe und Helena. Beschaffung von Holz für Hektors Bestattung. |
| Tag 50           | 24, 785–787        | 3          | Entzünden von Hektors Scheiterhaufen. |
| Tag 51           | 24, 788–804        | 17         | Bestattung von Hektors Gebeinen. |

## Figuren

### Menschen
Ergänzende Informationen zu einzelnen Menschen: Siehe Figuren in der Ilias
Menschen wie Götter werden nicht durch äußere Beschreibungen des Erzählers charakterisiert, sondern tun dies durch ihre Reden, die rund 45 % des kompletten Inhaltes einnehmen. Durch Momentaufnahmen können die Personen nur skizziert werden. Der Held versucht sich Ruhm zu erwerben (gemäß dem Spruch des Peleus: αἰὲν ἀριστεύειν καὶ ὑπείροχον ἔμμεναι ἄλλων [aièn aristeúein kaì hypeírokʰon émmenai állōn] „Immer der Beste und den Anderen überlegen sein“), indem er jedes Wagnis im Krieg eingeht, sich tugendhaft verhält oder durch Reden hervortut, und darf dennoch Gefühle zeigen. Dabei ist er nicht lebensmüde und versucht, dem Tod zu entgehen, indem er den eindeutig stärkeren Gegner meidet und bei einer Siegeschance den Kontrahenten angreift. Des Weiteren kann man Ruhm durch vornehme Reden erlangen – wer gegen diese Kriterien zum Ehrgewinn handelt, wird dafür getadelt und sogar geschlagen. Die adligen Menschen berufen sich zwar darauf, von den Göttern abzustammen, sind aber keine Halbgötter wie die Helden vor ihrer Zeit und werden nicht kultisch verehrt. Den Personen wird dabei gemäß ihrer Königlichkeit auch die Schönheit zugeschrieben – einfache Menschen werden so weniger schön skizziert. Es gibt auffallend viele Statisten und Personennamen, die nur einmal im Werk auftauchen; alle Statisten werden aber dennoch namentlich erwähnt. In der Ilias passiert es dabei nur einmal, dass eine vormals gestorbene Person, Pylaimenes, später noch einmal lebt. Die starke Charakterzeichnung der Figuren, vor allem ihre Probleme, die es in derselben Art und Weise auch heute noch gibt, sind eine der Hauptursachen, weshalb die Ilias über Jahrtausende hinweg aktuell blieb und den Leser bewegte.
 Kriegsparteien
Auf trojanischer Seite, die mit ungefähr 50.000 Personen angesetzt wird, kämpfen neben den Trojanern (Τρῶες [Trōes]), die mit Ausnahme von Homer, Ilias 2, 819–823 auch Dardaner (Δάρδανοι [Dárdanoi]) heißen – dort stellen sie ein Kontingent unter Aineias dar –, vor allem die Lykier (Λύκιοι [Lýkioi]), die von Sarpedon und Glaukos angeführt werden. Daraus lässt sich auch das Sprachgewirr erklären, das in der Ilias betont wird.
Trotz der Spracheinheit der circa 100.000 bis 120.000 Griechen werden die Gegner der Trojaner mal Achaier (Ἀχαιοί [Akʰaioí]), mal Danaer (Δαναοί [Danaoí]) oder Argeier (Ἀργεῖοι [Argeīoi]) genannt, je nachdem welches Wort nötig ist, um einen kompletten Hexameter zu bilden. Der Name „Hellene“ (Ἕλληνες [Héllēnes]) wird in der Ilias nicht für das gesamte Kontingent der Achaier verwendet, sondern nur für die Bewohner eines Gebietes, das von Achilleus’ Vater Peleus beherrscht wird. Die gesamtgriechische Verwendung tritt in Hesiods Werke und Tage auf. Die Bedeutung der „Panhellenen“ (Πανέλληνες [Panhéllenes]) neben den Achaiern im zweiten Buch der Ilias ist dabei umstritten.

### Götter
Ergänzende Informationen zu einzelnen Göttern: Siehe Figuren in der Ilias#Gottheiten
„Die Geschichte vom Groll des Achilleus konnte erzählt werden, fast ohne über die Götter zu sprechen. Fast – aber nicht ganz.“, so schreibt Walter Bröcker über die Götter, Gustav Adolf Seeck dagegen: „Die Götter sind bei Homer fast ohne religiöse Bedeutung, aber sie sind ein wichtiges erzählerisches Mittel; denn […] durch ihre Eingriffe läßt sich eine Erzählung bequem steuern und strukturieren.“ In der Ilias werden die Götter der griechischen Mythologie wie die Menschen vom Autor gezeichnet (Allwissender Erzähler) – er gibt ihre Taten, Pläne und Absichten durch die Inspiration der Musen wörtlich wieder. Stellenweise symbolisieren die Götter die Gedankengänge der Menschen – die Menschen können dabei die Intensität der Beeinflussung bestimmen. Die Menschen erkennen zwar die Götter in der Regel nicht, sehen in ihnen aber die Kausalität für erwünschte und unerwünschte Ereignisse. Dabei unterscheiden sich die Götter von den Menschen nur durch ihre Unsterblichkeit und ihren höheren Einfluss, den sie zum Teil durch die Verwandlung in Menschen präsentieren, – die endgültige Entscheidung liegt bei ihnen –, doch auch sie sind noch vom Schicksal beziehungsweise dem Autor abhängig. Sie handeln dabei willkürlich und parteiisch, lügen und betrügen, und benehmen sich so keineswegs vorbildhaft. Dieses götterkritische Bild wird später von den antiken Philosophen aufgegriffen. Ihre allzu menschlichen Verfehlungen, die Streite und Liebesabenteuer sind einer der Gründe, wieso der Leser sich in die iliadische Welt hineinversetzen konnte. Zwar ist jeder Gott auch ein für den Menschen nicht erklärliches Abstraktum, muss sich dieser aber nicht verpflichten. Auffällig ist auch, dass die Götter zurückhaltend – vor allem den Freunden zur Seite stehend und den Feinden sich entgegenstellend – agieren und so weder Tote wiederauferstehen noch ganze Städte auf einmal zerstört werden können, Wolfgang Kullmann schreibt, dass ihre Aktivitäten noch eingeschränkter seien: „Das Eingreifen der Götter in der Ilias dient nicht eigentlich einer Änderung der Situation, sondern verleiht nur dem eigenen Handeln der Menschen […] in wichtigen Augenblicken eine erhöhte Bedeutsamkeit.“ Auf trojanischer Seite stehen vor allem Aphrodite, Apollon und Ares, auf griechischer Athene, Hera, Hephaistos und Poseidon. Typisch für die Ilias sind Personifikationen von Dingen wie Schlaf, Traum, Tod usw., aber auch von Flüssen, Winden und Ähnlichem.

## Sprache und Stil

### Erzähltechniken
Obwohl nur 15 Tage und 5 Nächte vom Beginn des zehnten und letzten Kriegsjahres ausführlich dargestellt werden, geht der Erzähler auch auf die vorherigen und nachfolgenden Ereignisse ein. Der Rezipient der Werke war wohl mit dem Rahmen des Epos vertraut und musste nur durch einzelne Hinweise daran erinnert werden. Er retardiert die Geschichte durch Erzählungen (wie von Familienstammbäumen und Lebensgeschichten), hinzugefügte Hintergrundinformationen oder Alternativgeschichten.
Zurückliegende Ereignisse können über Berichte der Menschen oder Götter nachgereicht werden, so wird unter anderem im ersten Buch der Ilias von Zeus’ Plan zur Reduzierung der Menschheit berichtet. Ebenso werden zurückliegende Ereignisse per Analepse in die späteren Kriegsjahre vorverlegt. So finden beispielsweise die Verkündung vom Eintreffen des größten Heeres aller Zeiten und die Teichoskopie – die Mauerschau, in der Trojas König Priamos das griechische Heer zum ersten Mal herankommen sieht – sicherlich nicht erst im zehnten Kriegsjahr statt.
Nachfolgende Ereignisse werden zum Teil in Prophezeiungen per Prolepse verkündet – so zum Beispiel das Ende des Zornes vom Gott Apollon. Auch sterbende oder gestorbene Personen können Vorankündigungen tätigen – so verkünden kurz vor ihrem Tod Patroklos Hektors nahen Tod und Hektor Achilleus’ Ende am Skäischen Tor vor Ilios. Patroklos begegnet nach seinem Tod Achilleus im Traum und berichtet ihm, dass er bald sterben werde. Bezüge auf den Untergang Ilios’ sind eng mit Hektors Tod verbunden. Insgesamt gibt es über 60 solcher Verweise der Ilias auf den Rahmen des epischen Kyklos.
Unklar bleibt dennoch, wieso das Epos in solch kurzer Zeit im zehnten Kriegsjahr dargestellt wird. Die Ilias ist im Gegensatz zur mehrere Erzähllinien verschränkenden Odyssee eher linear aufgebaut: Es wird nur ein einziges Motiv, der „Zorn des Achilleus'“, gewählt – dies ist für das frühgriechische Epos einzigartig. Die eingeschobenen Rückblicke treten dabei vorwiegend in der ersten Hälfte des Epos auf, Vorausblicke im zweiten Teil.

### Epische Kunstsprache
Die Sprache der Ilias wurde niemals im Alltag gesprochen und war für den Hörer und Leser nicht leicht verständlich. Sie wurde wohl mündlich mit formelhaften Wendungen und Wiederholungen konzipiert, um den Inhalt besser in den Hexameter einpassen zu können. Dafür waren metrische Lizenzen wie die metrische Dehnung, metrische Zerdehnung oder Synizese (Verschmelzung zweier Vokale zu einem einzigen gesprochenen) notwendig, üblich sind auch Enjambements. Die Methodik wurde von allen folgenden griechischen Epen bis in die Spätantike übernommen und um neue Vokabeln und Formen erweitert. Sie hatte auch merklichen Einfluss auf Epigramme, die Elegie, Lyrik und Tragödie sowie sogar auf prosaische Autoren wie Herodot.
Grunddialekt der Ilias ist Ionisch, der um äolische, attische und ältere (möglicherweise achaiische, arkado-kyprische oder mykenische) Formen bereichert wird. Jüngere und ältere Formen stehen dabei nebeneinander – stellen aber nicht das Ende der epischen Tradition dar. Spätere Umdeutungen und Missverständnisse sowie Katachresen sind ebenso zu beobachten. Manche Fügungen gehen bis zur indogermanischen Dichtersprache zurück. Dabei werden auch Dualformen verwendet.

### Hexameter
Die Ilias ist periodisch im stichischen (das heißt aneinandergereihten), katalektischen daktylischen Hexameter gebaut. Ein Vers wird dabei aus sechs Daktylen (Struktur: eine lange Silbe [sogenanntes elementum longum] und zwei kurze Silben [elementum breve; Bezeichnung für zwei Kürzen: elementum biceps]) gebildet, wobei der letzte Versfuß um eine Silbe gekürzt wird (Katalexe). Alle Doppelkürzen können durch eine Länge ersetzt werden, sodass aus einem Daktylus ein Spondeus (——) wird. Im letzten Halbvers können eine Länge oder eine Kürze vorkommen (elementum anceps).
Für Wortenden gibt es spezielle Plätze im Hexameter. Im Versfuß heißt so eine Pause Zäsur, am Ende des Metrums Dihärese. Sogenannte Brücken verbieten ein Wortende – dies ist häufig der Fall im vierten Daktylus. Damit ergibt sich für den zwölf- bis 17-silbigen Vers folgendes Schema:
| —  | Länge |
| ◡  | Kürze |
| .  | Ende des Metrums |
| \| | Zäsuren – die häufigsten sind A4 (Trithemimeres), B1 (Penthemimeres), B2 (Katà tríton trochaíon), C1 (Hephthemimeres) und C2 (Bukolische Dihärese). |

### Epische Formeln
Die homerische Sprache beinhaltet umfangreiche Wiederholungen von Wortverbindungen,. die sich häufig im letzten Drittel des Hexameters finden lassen beziehungsweise die Zäsuren des Hexameters füllen. Schon den antiken Interpreten fielen anscheinend formelhafte Adynata (Unmöglichkeiten) auf, die sie zu interpretieren versuchten. Im Zuge der Entwicklung einer Theorie, gemäß der die Ilias vor allem mündlich konstruiert wurde (siehe #Ilias und Homerische Frage), wurden diese Wiederholungen als epische Formeln verstanden und ihre Entstehung untersucht: Edzard Visser geht so beispielsweise von einer in jedem Vers von neuem vorgehenden Setzung von „Determinanten“ aus, durch deren Ausfüllung mit Epitheta jeder Hexameter gebaut werden kann. Auf solche Formeln könne der Rezitator bei der Improvisation zurückgreifen. Deshalb sei die Datierung einzelner, auch größerer Textabschnitte anhand von Einzelwörtern bedenklich. Es wird teilweise angenommen, dass die Formelhaftigkeit schon aus mykenischer Zeit stammen könnte. Da sich diese Wiederholungen sehr ungleichmäßig über den Ilias-Text verteilen und thematisch beschränkt sind, wird von einem Teil der Wissenschaft bestritten, dass der Großteil des Ilias-Textes maßgeblich durch die Verbindung solcher Wortverbindungen entstanden ist. Die Zählung der Wiederholungen ist je nach Methode sehr unterschiedlich: So gibt es laut Carl Eduard Schmidt 1804 sich wiederholende Verse, die insgesamt 4730-mal im identischen Wortlaut vorkommen. Ähnliche Verse, bei denen sich größere Teile wiederholen, gäbe es 5605 – dabei kann der Sinn durch das Ändern eines Wortes komplett gedreht werden. Nur einmal vorkommende Wörter gäbe es in der Ilias 1097. Zu den häufigsten Motiven von epischen Formeln zählen laut Walter Diehl Opfer, Mahl, See- und Wagenfahrt, Botengang, Bad, Versammlung und Rüstung.
Epitheton
Als Epitheton wird in der klassischen Philologie gemeinhin ein Beiname bezeichnet, der nicht situationsgebunden sein muss, wie schon Aristarchos von Samos im 3. Jahrhundert v. Chr. feststellte, sondern sich in den Hexameter einpasst – so kann Achilleus auch fußschnell sein, wenn er gerade sitzt. Häufig wird der Name eines Gottes am Ende eines Hexameter – einer ausdrucksstarken Position – um ein Epitheton ergänzt. Daraus ergibt sich meist eine epische Formel, von der es pro metrischer Struktur häufig nur eine gibt; auffallend häufig finden sich hier Archaismen.

### Proömium
Typisch für ein Epos gibt es auch in der Ilias ein Proömium sowie weitere Binnenproömien, die meist an die Musen gerichtet sind und die folgenden Abschnitte charakterisieren. Dabei werden neben einem religiösen Gebet das Thema angegeben oder eine Rechtfertigung der Kenntnis des folgenden Stoffes abgelegt. Das Thema der Ilias wird gleich im ersten Abschnitt erwähnt, ja schon das erste Wort beschreibt in der Art eines Sigels das Thema des Epos: Μῆνις [Mēnis] „Groll, Zorn“. Der Anfang der Ilias lautet:
Altgriechisch
Μῆνιν ἄειδε, θεά, Πηληϊάδεω Ἀχιλῆος

οὐλομένην, ἣ μυρί’ Ἀχαιοῖς ἄλγε’ ἔθηκε,

πολλὰς δ’ ἰφθίμους ψυχὰς Ἄϊδι προΐαψεν

ἡρώων, αὐτοὺς δὲ ἑλώρια τεῦχε κύνεσσιν

οἰωνοῖσί τε πᾶσι, Διὸς δ’ ἐτελείετο βουλή,

ἐξ οὗ δὴ τὰ πρῶτα διαστήτην ἐρίσαντε

Ἀτρεΐδης τε ἄναξ ἀνδρῶν καὶ δῖος Ἀχιλλεύς.
Umschrift (∗)
Mē̃nin áeide, theá, Pēlēïádeō Akhilē̃os

ouloménēn, hḕ murí’ Akhaioĩs álge’ éthēke,

pollàs d’ iphthímous psukhàs Áïdi proḯapsen

hērṓōn, autoùs dè helṓria teũkhe kúnessin

oiōnoĩsí te pãsi, Diòs d’ eteleíeto boulḗ,

ex hoũ dḕ tà prō̃ta diastḗtēn erísante

Atreḯdēs te ánaks andrō̃n kaì dĩos Akhilleús.
Übersetzung
Singe, Göttin, den Zorn des Peleussohnes Achilleus (1) –

den Verderben bringenden –, der unzählige Schmerzen den Achaiern bereitete,

und viele Seelen von starken Helden (2) dem Hades vorwarf,

sie selbst (3) aber zur Beute den Hunden und allen Vögeln (4)

machte; und so erfüllte sich der Ratschluss des Zeus,

von dem an zuerst sich streitend beide entzweiten,

der Atreide – der Herr der Männer – und der göttliche Achilleus.

### Gleichnisse
Die Gleichnisse in der Ilias können Vorgänge präzisieren, für die dem Autor passende Vokabeln – wie etwa „Gefahr“, „Mühelosigkeit“ oder Begriffe aus dem Bereich der Wettererscheinungen – zur Beschreibung fehlen, oder das rahmenhafte Kriegsgeschehen der Ilias dem friedlichen Leben gegenüberstellen. Diese Vergleiche bieten dem heutigen Leser einen Einblick in die Welt von vor etwa dreitausend Jahren und lassen ihn Ähnlichkeiten und Unterschiede zu seiner eigenen Welt erkennen. Die Gleichnisse verdeutlichen, indem sie Übersichtlichkeit oder Übertreibung, aber auch ästhetische Verstörung bewirken, die Anschaulichkeit oder Empfindung der Situation, indem sie die Wahrnehmungen des Rezipienten verstärken. Sie sind generell dreiteilig aufgebaut: Über ein Stichwort wird zunächst ein Wie-Vergleich eingeleitet, um dann im So-Abschnitt das Stichwort näher zu erklären und zur Erzählstruktur zurückzuführen; stellenweise zeichnen sich so ganze Vergleichslinien ab. Oft wird dabei mehr als ein Vergleichspunkt (tertium comparationis) verwendet, um das Abstraktum anschaulicher darzustellen. Häufig ist die Anzahl der Vergleichspunkte proportional zur Länge des Gleichnisses, wobei sich bei den größeren Gleichnissen die Kernaussage der kleineren wiederfindet. Manche Gleichnisse können den eigentlich erwarteten Vergleichspunkt im So-Abschnitt aussparen oder um Neues erweitern; auch das Gegenteil ist möglich. Die Sprache der Gleichnisse ist häufig jünger als der sie umgebende Text. Der Umfang der Gleichnisse schwankt dabei erheblich: So ist das längste Gleichnis 29 Verse lang, die kürzesten einen Vers. Typische Themen für Gleichnisse sind das Hirtenmotiv und Naturschauspiele: Hermann Fränkel kategorisiert die Gleichnisse bezogen auf „Naturgewalten“ (wie den Sturm, das Meer, die Wolken als Bild für das Volk, Berge und Felsen usw.), „Bäume und Pflanzen“ (die Fällung des Baumes durch einen Zimmermann, Blätter usw.); „Feldbau“ (das Niedermähen des Getreides, das Saatfeld, das Pflügen usw.), „Gestirne, Blitz und Feuer“ (ein Stern, der Mond, Blitze, Feuer usw.), „physikalische, technische und Maßvergleiche“ (beispielsweise „schnell wie der Wind“, die „stehende Schlacht“), „Raubtierschilderungen und Jagdbilder“ (Löwe, Wildschwein, Eber, Schlange, Panther, Hirsche usw.), „Tierhorden und Herden“ (beispielsweise Fliegen, Vögel oder Bienen- und Wespenschwärme, Wölfe, Hirten und Herde), „Einzeltiere“ (wie Pferde, Raubvögel, Zikaden, Stiere, Esel, Hunde und Würmer), „Wasserleben“, wozu Fränkel Möwen, Polypen und Fische zählt, „Frau, Kind und Familie bei Mensch und Tier“ (Weib, Witwe, (Löwen-)Vater, Mutter) und „Götter“, deren Gleichnisse selten sind und dann vorwiegend als kurze Vergleiche auftreten. In der Ilias gibt es mehr Gleichnisse als in der Odyssee. Die Anzahl der Gleichnisse hängt von deren Definition ab; so zählt Hermann Fränkel 389 größere und 138 kleine Gleichnisse.

### Ekphrasis
Typisch für Epen sind ebenso Ekphraseis, also Beschreibungen von Gegenständen. Das größte Beispiel für die Ilias ist im 18. Buch die Beschreibung von Achilleus’ neuem Schild, den Hephaistos für ihn schmiedet. Daneben ist Agamemnons Rüstungszene vor dessen Aristie zu erwähnen.

### Kataloge
Im Gegensatz zur Odyssee befinden sich in der Ilias für die spätere Zeit typische Kataloge von Personen- und Gegenstandsnamen. Neben dem Myrmidonenkatalog und dem Nereïdenkatalog in den späteren Gesängen der Ilias sind hier der sogenannte Schiffskatalog der Achaier und die Aufzählung der Kontingente der Trojaner zu nennen, die rund die Hälfte des zweiten Buches belegen.
Schiffskatalog und Katalog der Trojaner

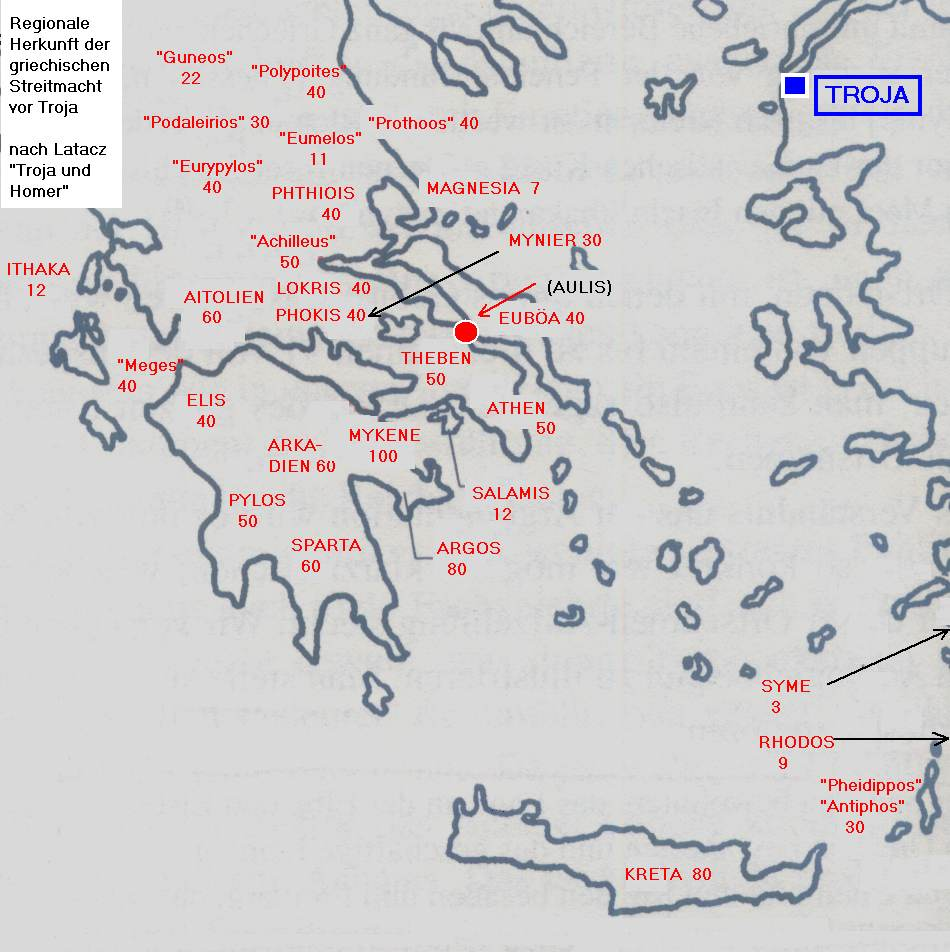
Abbildung aller Orte, die im Schiffskatalog der Ilias erwähnt werden. Die Zahl hinter dem Namen gibt die Anzahl der Schiffe aus dieser Stadt an.

Eingeleitet durch einen Musenanruf werden in über 250 Versen systematisch die Anführer der 1186 Schiffe mit Patronymikon angegeben. Dabei werden, fast ausschließlich im Vergleich, die Heimatorte der Kontingente und die Anzahl der Schiffe angegeben. Für die Schiffe der Böoter und das Kontingent von Philoktet wird auch die Anzahl der Besatzung mit 120 beziehungsweise 50 Mann angegeben. Vermutlich stehen sie für die größte und kleinste Anzahl. In der Mitte der Reihe steht das Schiff des Odysseus, an den Rändern die von Achilleus und dem großen Aias. Die Aufzählung folgt dabei einem ganz bestimmten Schema und erwähnt auch Orte, die nach circa 1100 v. Chr. nicht mehr existierten. Die allgemein sprachlich junge Passage könnte ursprünglich nicht für die Ilias, sondern für zum Beispiel die Abfahrt von Aulis konzipiert und später ergänzt worden sein – die mittelalterlichen Handschriften D, T, R, G und O, sowie ein Papyrus lassen den Schiffskatalog sogar weg. So sind neben der euhemeristischen Darstellung von Asklepios und dem ausführlichen Bericht der sonst in der Ilias wenig agierenden Böoter vor allem die zwei Verse zum großen Aias zu nennen, die neben dem fehlenden Patronym durch ihre Kürze und das Erwähnen ihres Stellplatzes auffallen. Bei keiner anderen Flotte wird dies getan. Die Interpretation geht so weit, dass dieser Vers eingefügt wurde, um Athens Anspruch auf Salamis, dessen Anführer der große Aias hier war, gegenüber Megara zu manifestieren. Diese Interpolation ist zwar schon in der Antike unter anderem Dieuchidas und Hereas aufgefallen, doch war es ihnen nicht möglich, eine Änderung des Textes zugunsten Athens mit einer anderen Iliasausgabe aufzudecken.

## Überlieferung

### Vortrag
Die Inhalte des Epos wurden wohl in bestimmten Einheiten entwickelt und von Aöden an Fürstenhöfen oder auf Festen mit mehr als 20.000 Zuschauern nach einem einleitenden Hymnos aus dem Gedächtnis vorgetragen – in der Ilias ist dies nur einmal, hier zur eigenen Unterhaltung bezeugt. Für das Panathenäenfest ist die Rezitation der Ilias seit Hipparchos um 520 (wohl 522) v. Chr. belegt. Alle vier Jahre wurden die Epen komplett, vermutlich an drei bis vier Tagen vorgetragen und wurden schließlich als Schullektüre aufgenommen – inwiefern die athenischen Bürger die Möglichkeit hatten, bei Grammatiklehrern zu lernen, ist dabei allerdings ungewiss.

### Verschriftlichung
Ebenso wie die Verfasserschaft und Datierung umstritten sind, ist die Forschung auch über die Verschriftlichung uneinig – möglicherweise gab es im 8. Jahrhundert v. Chr. noch keinen geeigneten Stoff, um die Ilias festzuhalten, möglicherweise nutzten die Rhapsoden Notizzettel mit einem Überblick über die Epen für ihren Vortrag. Für das Diktieren des Textes spricht zum Beispiel Albert Lord, für eine eigenhändige Verschriftlichung Joachim Latacz, Richard Janko und Uvo Hölscher. Aufgekommen ist die Ablehnung der Schriftlichkeit zuerst bei Christian Gottlob Heyne im Jahre 1789. Heitsch fasst die Situation wie folgt zusammen: „Für alle […] Positionen lassen sich Gründe anführen, und alle […] werden heute denn auch vertreten – jeweils natürlich unter Vernachlässigung oder Verharmlosung der Gegenargumente.“ Auch eine Peisistratische Redaktion wird von der Forschung angenommen. Porphyrios überliefert uns, dass Theagenes von Rhegion als erster Homer ethisch korrekt gedeutet haben soll. Mit der Verschriftlichung des Textes war es nicht mehr möglich, den Inhalt drastisch zu ändern – bei Platon oder Aischines finden sich aber noch größere Abweichungen von dem uns überlieferten Text. Dies wirkte sich insofern auch auf den Vortrag aus, dass im Sprechvers rezitierende Rhapsoden die früher improvisierenden Aöden ablösten. Erst seit dem 5. Jahrhundert v. Chr. setzt sich die Lektüre per Buch durch. Laut Ernst Heitsch ist uns aufgrund sprachlicher Auffälligkeiten dabei ein attisches Exemplar überliefert, das wohl erst im 6. Jahrhundert v. Chr. verfasst wurde.

### Papyri

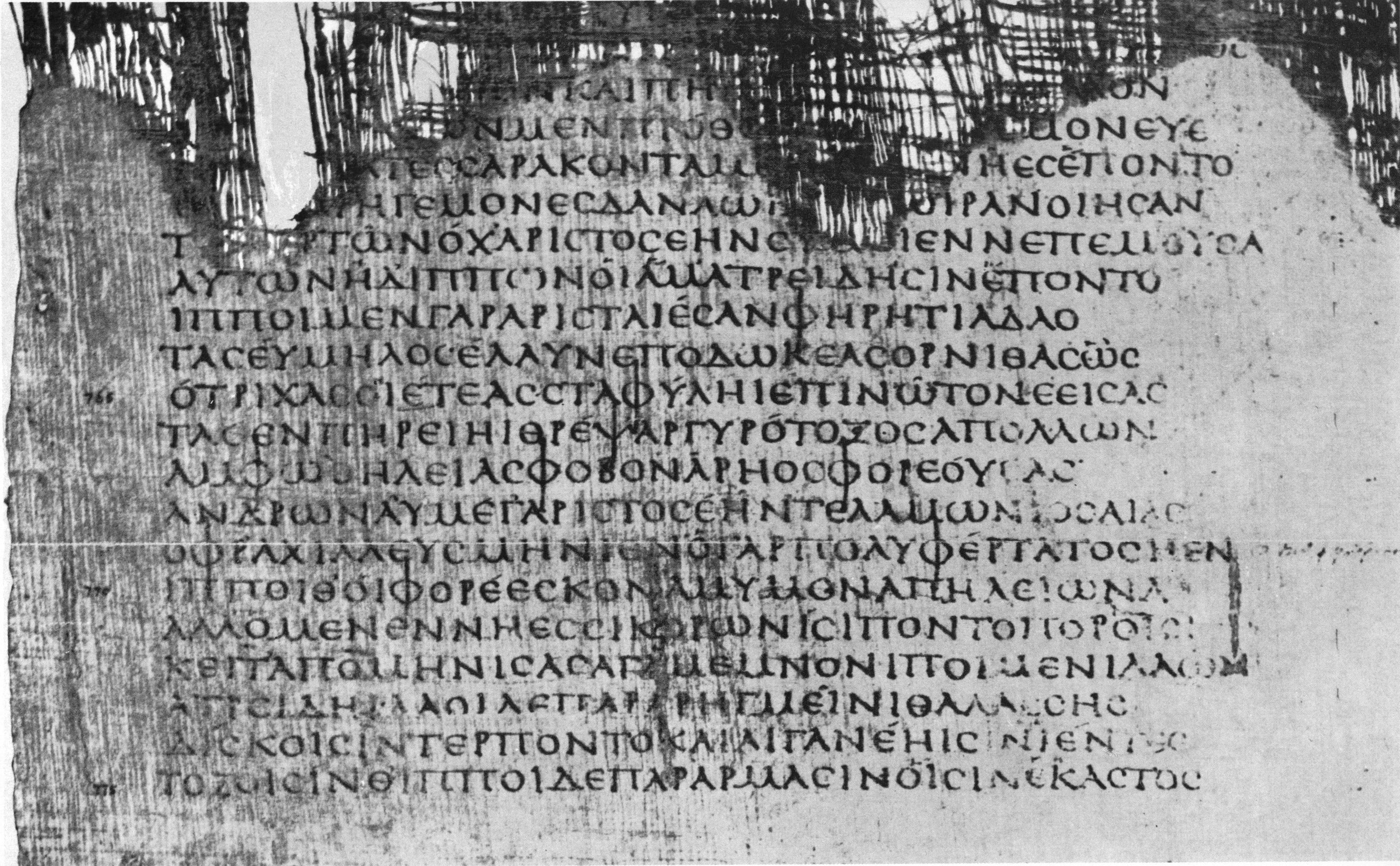
Die Verse Ilias II 757–775 in Oxford, Bodleian Library, Papyrus Hawara 24–28 (2. Jahrhundert n. Chr.)

Es sind rund 1500 zwischen 300 v. Chr. und dem 7. Jahrhundert n. Chr. verfasste Textausschnitte (und 130 verarbeitende Werke) zur Ilias auf Papyrus bekannt; viele Funde wurden allerdings bisher weder veröffentlicht noch umfänglich entziffert. Der größte Teil stammt aus dem 2. oder 3. Jahrhundert n. Chr. Während die Textüberlieferung auf den nach etwa 150 v. Chr. beschriebenen Papyri gegenüber der uns auf mittelalterlichen Handschriften erhaltenen oft nur wenig abweicht, weist beispielsweise ein 90 Verse des achten Buches umfassender Papyrus aus dem 3. Jahrhundert v. Chr. 30 sonst nicht bekannte zusätzliche Verse auf. Die Papyrusüberlieferung kennt durchschnittlich ungefähr 10 % zusätzlicher, anderweitig nicht erhaltener Verse. Ursache dafür ist vermutlich der von Aristarchos von Samothrake in der 2. Hälfte des 2. Jahrhunderts v. Chr. vereinheitlichte Text. Dennoch gab es wohl kein „Staatsexemplar“ des Homer, wie es bei den Tragikern der Fall war. Die Papyri können wenige Buchstaben bis mehrere Bücher der Homerüberlieferung umfassen, wobei die Bücher 1 und 2 häufiger als der Rest repräsentiert sind. Es gibt auch Textstellen, die entgegen den Hauptzeugen des heute als verbindlich tradierten Textes nicht auf Papyrus überliefert sind.

### Alexandriner und spätantike Überlieferung
Sehr wichtig für die Überlieferung der Homer zugeschriebenen Epen sind die Bearbeitungen der Leiter der Bibliothek von Alexandria Zenodotos von Ephesos, Aristophanes von Byzanz und Aristarchos von Samothrake (sowie später Eratosthenes) seit dem 3. Jahrhundert v. Chr. Die drei Philologen der alexandrinischen Schule beschäftigten sich als erste kritisch mit dem homerischen Text und schrieben neben Textausgaben zu den ihnen aufgefallenen Stellen auch Scholienkommentare. Letztere spalten sich auf in Sachkommentare über ein bestimmtes Sach- oder Sprachproblem und Zeilenkommentare, sogenannte Hypomnemata, die Vers für Vers einen Text beleuchten und verderbte Stellen entfernen (wie später auch Apollodor von Athen). Die alexandrinische Schule beschäftigte sich mehr mit letzteren Kommentaren – hier ist vor allem Aristarchos von Samothrakes Arbeit zu nennen –, die pergamonische mit Sachkommentaren. Aristarchos verwandte neben weiteren Handschriften auch Zenodotos’ Ausgabe. Weder die Kommentare noch die Textausgaben sind uns vollständig überliefert, doch über Werke von Grammatikern und Philosophen, sowie Interlinearscholien in Homerhandschriften [Textbemerkungen zwischen den einzelnen Zeilen von Originaltexten] ist uns deren Arbeit erhalten – gesammelt wurden diese von Hartmut Erbse und Helmut van Thiel.
Die Arbeit wurde vor allem von Aristonikos (über die kritischen Zeichen, die Aristarchos und seine Vorgänger zur Markierung des Textes verwandten), Didymos Chalkenteros („Über die Aristarchosausgabe [Homers]“; er verwandte wohl außerdem die Ausgaben von Euripides dem Jüngeren – Euripides des Älteren Sohn oder Neffe –, Antimachos von Kolophon, Sosigenes aus Alexandria und Philemon), Nikanor Stigmatias (über Aristarchos’ Akzentuierung des Homertextes) und Ailios Herodianos (über Aristarchos’ Interpunktion) fortgesetzt, kommentiert und in vermutlich frühbyzantinischer Zeit des 10. Jahrhunderts zu einem Kommentar, dem sogenannten Viermännerkommentar, zusammengefasst. Diese philologische Arbeit ist die Grundlage für die wichtigste Homerhandschrift, den Venetus A (heute in der Biblioteca Nazionale Marciana in Venedig.).

### Byzanz

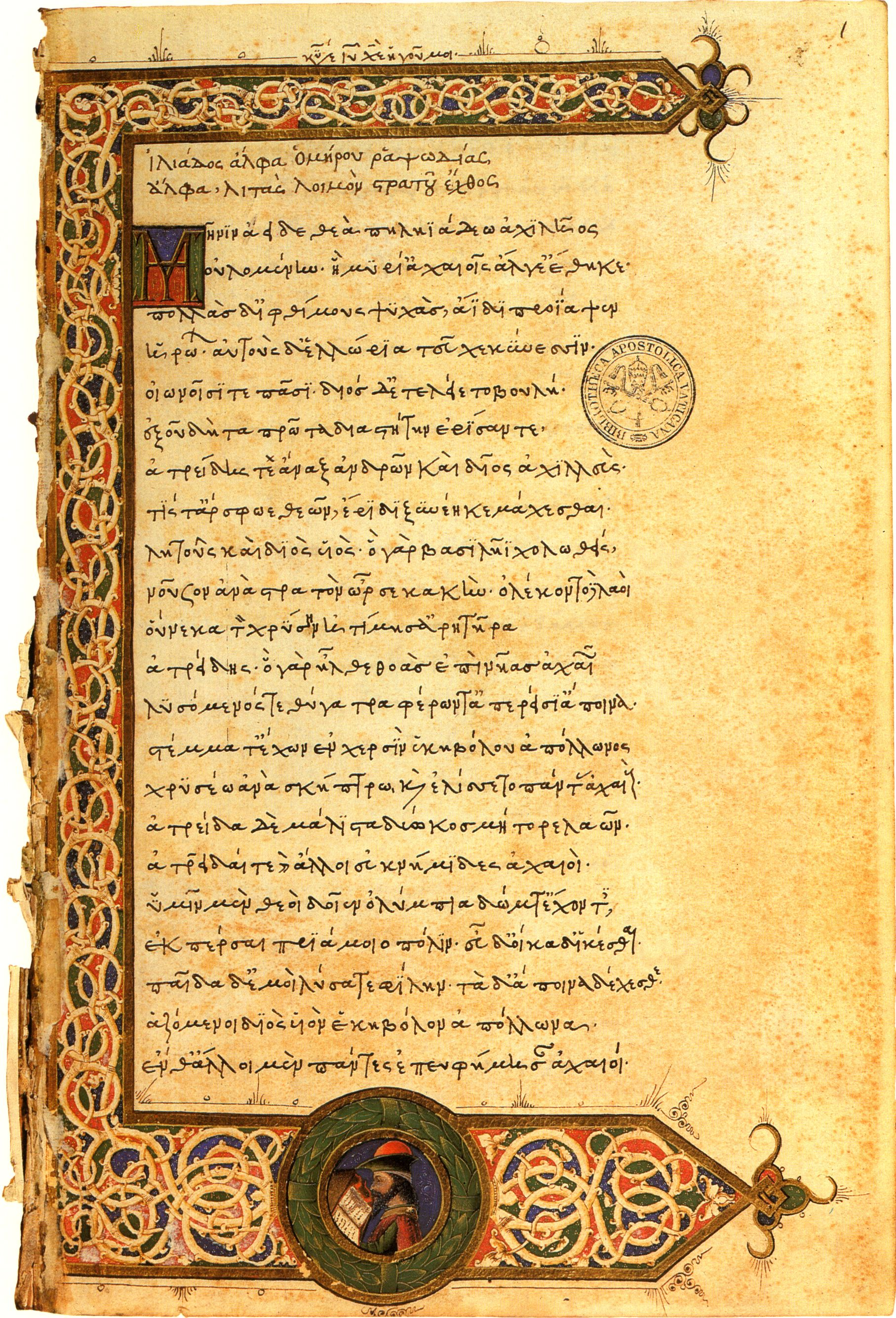
Der Anfang der Ilias in der Handschrift Rom, Biblioteca Apostolica Vaticana, Vaticanus Palatinus graecus 246, fol. 1r (15. Jahrhundert)

Angeregt durch Photios I. beschäftigte man sich im Byzantinischen Reich des 9. Jahrhunderts wieder intensiver mit Literatur – so gibt es schon in der zweiten Hälfte dieses Jahrhunderts Iliasfragmente im Katharinenkloster auf dem Sinai und ein Worterklärungsbuch inklusive weiterer Hintergrundinformationen. Im nächsten Jahrhundert wurde dort die schon oben erwähnte Venetus-A-Handschrift verfasst, die zusätzlich noch Rand- und Interlinearscholien, untere anderem des Viermännerkommentares beinhaltet.

### Mittelalter und Neuzeit

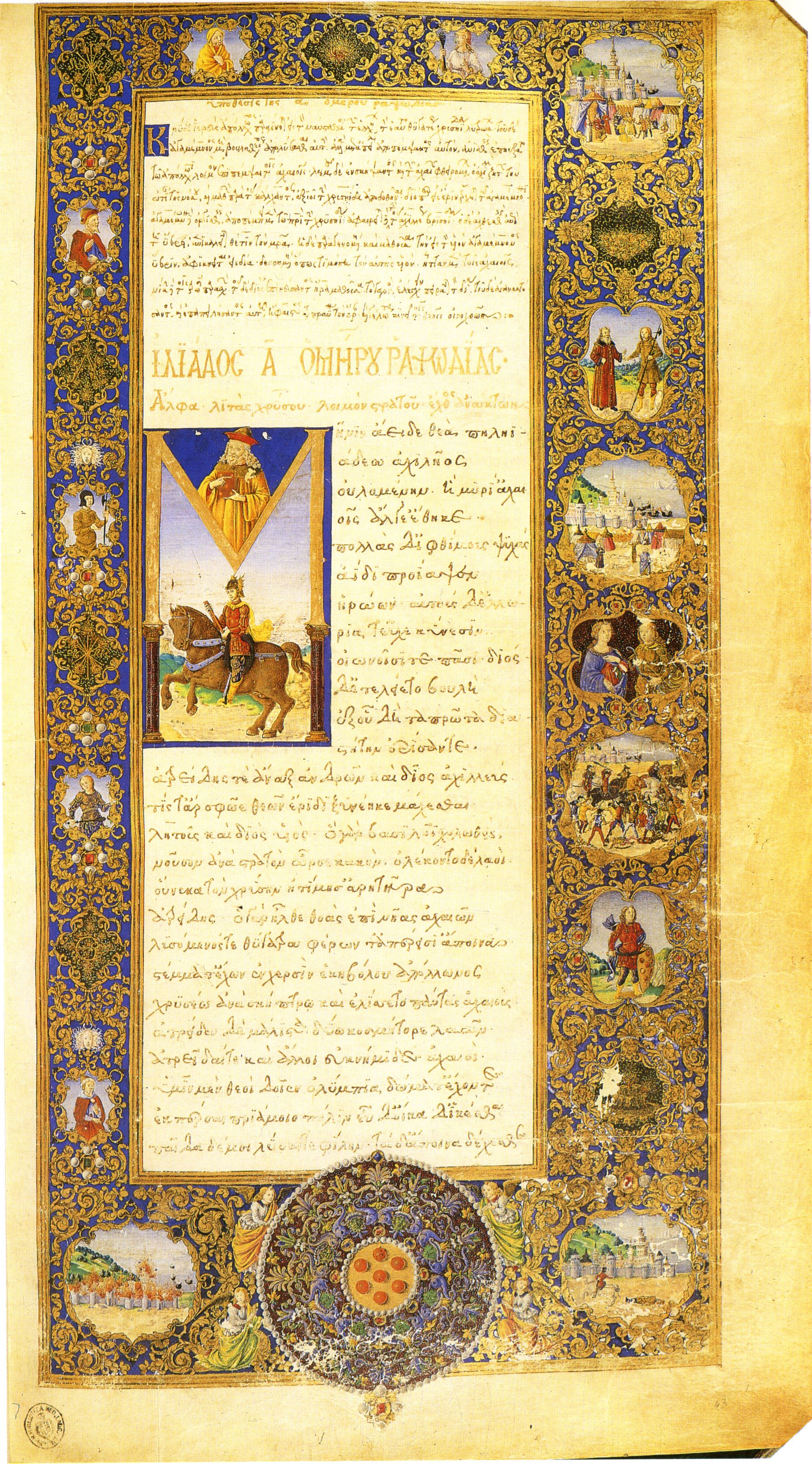
Die Ilias in einer Handschrift des 15. Jahrhunderts mit Miniaturen von Francesco Rosselli. Florenz, Biblioteca Medicea Laurenziana, Plut. 32.4, fol. 43r

Über 200 Kodizes aus dem Mittelalter und der Renaissance sind seit dem 9. Jahrhundert (Handschrift Z) bekannt. Die erste Handschrift, die den kompletten Text der Ilias wiedergibt, findet sich im 10. Jahrhundert. Aufgrund der guten Überlieferung und der damit verbundenen Vielzahl an Handschriften ist eine lückenlose Auflistung derselben unwahrscheinlich. 1358 übersetzte Leontius Pilatus auf Bitten Francesco Petrarcas erstmals in nachantiker Zeit Teile eines griechischen Ilias-Manuskriptes ins Lateinische. 1488 wurde durch Demetrios Chalkokondyles in Florenz die editio princeps auf Basis mehrerer heute verschollener, ungenauer Handschriften veröffentlicht, 1566 in Paris Henricus Stephanus’ wichtige Ausgabe unter dem Titel Poetae Graeci Principes Heroici Carminis. Nach 1700 erschienen die ersten, noch in lateinischer Sprache verfassten Homerkommentare von Joshua Barnes (Cambridge 1711) und Samuel Clarke (London 1729 bis 1740). Nach der Publikation des Venetus’ A durch Jean-Baptiste Gaspard d’Ansse de Villoison (1788; 1781 entdeckt) veröffentlichte Friedrich August Wolf sein wegweisendes Buch Prolegomena ad Homerum sive de Operum Homericorum prisca et genuina forma 1795, welches laut Joachim Latacz als erstes Aristarchos’ Werk überbieten konnte. 1802 veröffentlichte Christian Gottlob Heyne seine Textedition der Ilias, die den größten Fortschritt seit der Entdeckung des Digammas von Richard Bentley 1713 darstellte.
Wegweisend für die Homerkommentierung war und ist das Werk von Ameis-Hentze(-Cauer) (für die Ilias 1868 bis 1886 [ergänzt bis 1913]), im englischsprachigen Raum der Kommentar von Walter Leaf (1886), der auf Ameis-Hentze(-Cauer)s Kommentar basiert. Auf letzteren folgte der Kommentar von Geoffrey S. Kirk und Kollegen (1985 bis 1993 für die Ilias), der den heutigen Forschungsstand präsentiert. Aufgrund der Spaltung zwischen der englisch- und deutschsprachigen Homerkommentierung nach den Arbeiten von Parry und Lord beschränkt sich dieser Kommentar vorwiegend auf die englischsprachige Forschung. Um auch die deutschsprachige Homer- und vor allem Iliasforschung aktuell zu halten, erarbeiten Joachim Latacz und Kollegen den sogenannten Basler Homer-Kommentar. Nach der noch heute zuverlässigen Textedition von Arthur Ludwich (Leipzig 1902–1907, Nachdruck Stuttgart/Leipzig 1995) ist Thomas William Allens editio maior („Hauptedition“, Oxford 1930) hervorzuheben, in der viele Handschriften, zum Teil aber nur auszugsweise, zitiert werden. Neben dieser editio maior gehören Allens Ausgabe mit David Binning Monro (1902) sowie die 1995 von Helmut van Thiel und die 1998/2000 von Martin Litchfield West erschienenen zu den verbreitetsten modernen Ausgaben.

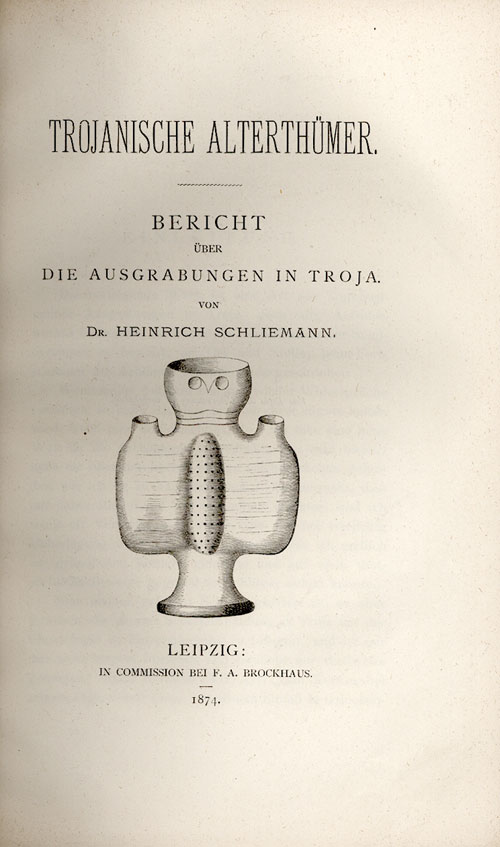
Titelbild von Heinrich Schliemanns Trojanische Alterthümer. Bericht über die Ausgrabungen in Troja, Leipzig 1874

## Hauptfragen der Forschung

### Lokalisierung von Ilios
Im 19. Jahrhundert war sich die Altertumswissenschaft einig, dass der historische Hintergrund des Trojanischen Krieges, wie auch anderer griechischer Sagen, nicht mehr fassbar sei. Archäologen vermuteten das homerische Ilios – in der Annahme, der Kern der Sage sei möglicherweise nicht in Anatolien, sondern in Griechenland zu suchen – an zentralgriechischen Orten; allerdings wurde es auch mit Bunarbaschi oder Ballı Dağ in der Troas gleichgesetzt. Erst Heinrich Schliemanns Ausgrabungen ab 1870 am Hisarlık änderten die philologische Ansichten – Franz Kauffer und Edward Daniel Clarke hatten zuvor (1787 bzw. 1801) den Ort bestimmt, John Brunton und Frank Calvert mit Ausgrabungen begonnen. Die Grabungen wurden nach Schliemanns Tod durch Wilhelm Dörpfeld, Carl Blegen, Manfred Korfmann, Ernst Pernicka und Rüstem Aslan fortgeführt. Die Wissenschaftler, die an einen realen Kern des Trojanischen Kriegs glauben, identifizieren die sechste oder die siebente Schicht mit dem homerischen Ilios. So verband Dörpfeld die Zerstörung des späten Troia VI mit der Einnahme durch die Griechen, während Blegen Troia VIIa favorisierte, da nach seinen Untersuchungen Troia VI durch ein Erdbeben zerstört worden sei. Dieser These schlossen sich viele Forscher an. Blegen datierte das Ende von Troia VIIa noch um die Mitte des 13. Jahrhunderts v. Chr., aktuellere Datierungen schwanken jedoch zwischen dem frühen 12. Jahrhundert und dem frühen 11. Jahrhundert v. Chr. Mittlerweile wird daher auch wieder häufiger vertreten, dass Troia VIh, das nach heutigen Forschungsstand um 1300 v. Chr. oder in der ersten Hälfte des 13. Jahrhunderts v. Chr. sein Ende fand, das homerische Ilion gewesen sein könnte.
Dass Bedeutung und Ausdehnung Trojas in der späten Bronzezeit auch heute noch hinterfragt werden, zeigt die Tübinger Troja-Debatte aus dem Jahre 2001. Als zusätzlicher Beleg für Ilios’ große Bedeutung und Lokalisierung in der Troas werden von Teilen der Forschung das in hethitischen Keilschrifttexten des 14. und 13. Jahrhunderts v. Chr. erwähnte Wiluša und das nur ein Mal (in CTH 142) sicher bezeugte, möglicherweise in Zusammenhang zu Wilusa stehende Taruiša angesehen, die von vielen Wissenschaftlern mit Ilios bzw. Troja verbunden werden. Aus sprachwissenschaftlicher Sicht wird eine Gleichsetzung von Wiluša mit Ilios und Tariuša mit Troia trotz einiger lautgesetzlicher Probleme für möglich gehalten, jedoch ist die Lokalisierung von Wiluša in der Troas unsicher. Frank Starke und David Hawkins kamen zwar 1997, nach Auswertung neu entdeckter bzw. Neuinterpretation bekannter Schriftdokumente bzgl. der topografischen Angaben für Westanatolien, unabhängig voneinander zu dem Schluss, dass eine Lokalisierung Wilušas in der Troas nunmehr gesichert sei, jedoch hat vor allem Susanne Heinhold-Krahmer gezeigt, dass einige zentrale Stützen in den Argumentationen unsicher seien und einige Angaben in hethitischen Texten bei einer Lokalisierung in der Troas Probleme bereiten. Ob Wiluša mit Ilios verbunden und mit dem Siedlungshügel Hisarlık identifiziert werden kann, ist jedenfalls weiterhin unsicher und umstritten. Neben einer ganzen Reihe Befürworter gibt es auch strikte Ablehner dieser These, sowie solche, die zur Vorsicht mahnen, ohne sich explizit für oder gegen eine bestimmte Lokalisierung festzulegen.
Gemeinhin wird die Frage nach einer konkreten Lokalisierung des Geschehens als für den Iliastext selbst nicht relevant angesehen. 2007 verortete der Komparatist Raoul Schrott den Handlungsort der Ilias in Kilikien, was zu großem Widerspruch in der Fachwissenschaft führte.

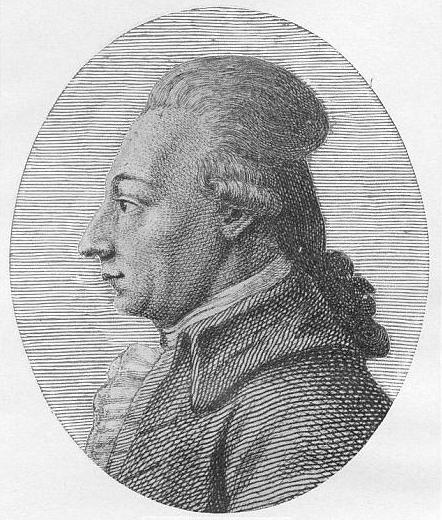
Bildnis von Friedrich August Wolf, dem Begründer der klassischen Homeranalyse, aus Alfred Gudeman Imagines Philologorum von 1910

### Ilias und Homerische Frage
Siehe Hauptartikel: Homerische Frage

#### Analyse
Begründet wurde (nach Vorarbeiten von Giambattista Vico) die „Analyse“ (und die moderne Altertumswissenschaft) durch Friedrich August Wolfs 1795 erschienenes Buch Prolegomena ad Homerum, in der er die Schriftlosigkeit Homers ansetzte und damit mündliche Vorbilder suchte. Damit wurde Homer nicht mehr als Erfinder von Konzeption, Plot und Text der uns überlieferten Ilias angesehen und versucht, eine „Ur-Ilias“ zu rekonstruieren, die Homer geschaffen hatte. Dazu wurden neben sprachlich vermeintlich jüngeren auch „unschönere“ Szenen entfernt – Wolf löste so zum Beispiel die letzten sechs Bücher von der Ilias – die Gefahr dabei fasst Walter Diehl wie folgt zusammen: „[…] Die dritte Einschränkung gibt die Gefahr, daß man bei der Untersuchung leicht einem subjektiven Urteil folgt. Das Urteil des Einzelnen über das sich Einpassen der Stelle ist verschieden.“ Dennoch war im 19. Jahrhundert trotz Einsprüchen von Johann Wolfgang von Goethe, Friedrich Hölderlin und Friedrich Gottlieb Welcker diese Homertheorie vorherrschend. Wegweisend war Ulrich von Wilamowitz-Moellendorffs Die Ilias und Homer aus den Jahren 1916/²1920 (sowie später Karl Reinhardts Die Ilias und ihr Dichter), in der Wilamowitz-Moellendorff schreibt: „Das Einzelgedicht, das einem Vortrage genügt, war vor der Ilias die herrschende Form und ist es neben und nach ihr geblieben.“ Wilamowitz-Moellendorff versucht jedoch nicht, diese Einzellieder zu entdecken (und zu entfernen), sondern die Funktion dieser Lieder für die Ilias zu suchen. Des Weiteren nimmt die „Analyse“ weitere schriftliche Ergänzungen am Text an – so fährt Wilamowitz-Moellendorff fort: „[…] ihr [die Ilias sc.] besonderer Wert liegt nicht darin, daß einer, sondern daß viele bedeutende Dichter in ihr zu uns reden, darunter der Iliasdichter, und von seinem Werk gilt dasselbe“. Gustav Adolf Seeck fasst zur „Analyse“ zusammen: „Die Analyse war zum Selbstzweck geworden und Ilias und Odyssee blieben als Trümmerhaufen zurück, d. h. man hatte das Ganze und dessen eigene Qualität fast völlig aus den Augen verloren. […] Die Homeranalyse ist gescheitert, […] da aber die Frage nach der Entstehungsgeschichte von Ilias und Odyssee an sich berechtigt ist, sind analytische Überlegungen, wenn auch auf angemessen differenzierender Basis, weiterhin grundsätzlich nicht unvernünftig, und es mag sein, daß eines Tages eine (wenigstens halbwegs verbindliche) Lösung gefunden wird.“

#### Unitarismus und Neoanalyse
Den unterschiedlichen Ergebnissen versuchte vor allem Wolfgang Schadewaldt mit seiner „Strukturanalyse“, Heinrich Pestalozzi und Wolfgang Kullmann entgegenzutreten und begründete damit eine aufgeklärtere Variante des Unitarismus, die Neoanalyse. Der Begriff fiel zuerst bei Johannes T. Kakridis. Die Neoanalyse versucht, die von der Analyse gefundenen ästhetischen Schwächen so zu erklären, dass der Text, trotz mündlicher Einflüsse, dennoch nur auf eine Person (meist Homer) zurückzuführen sei, die womöglich mehrere Jahrzehnte an ihrem Werk arbeitete. Gustav Adolf Seeck kommentierte: „Sie [sc. die Unitarier] hatten das richtige Ziel, Ilias und Odyssee als einheitliche Dichtungen zu erweisen. Da sie aber geneigt waren, Entstehungsspuren und Diskrepanzen ganz zu leugnen oder durch gekünstelte Interpretationen zu überdecken, fanden sie in einer auf die historische Sichtweise fixierten wissenschaftlichen Umwelt wenig Anklang.“ Die Neoanalyse geht zwar auch von nachträglichen rhapsodischen Veränderungen aus, schränkt diese allerdings abgesehen vom zehnten Buch, das auch sie meist als unecht bezeichnen, auf Einzelverse und Formeln ein. Dass das zehnte Buch von einigen Unitariern – entsprechend den analytischen Ergebnissen – als unecht akzeptiert wurde, führte zu einem „gemäßigen Unitarismus“. Joachim Latacz kommt im Neuen Pauly zum Schluss, dass „in der Hauptstruktur […] die Erzählung als offensichtlich wohlgeplante Einheit – ohne wirkliche Überlappungen, Dubletten, logische Lücken und Widersprüche im Grundplan – durchkomponiert [ist]; Längen und Ausmalungen können durchaus die sukzessive Arbeit des Original-Autors an seinem Riesenwerk widerspiegeln und müssen nicht Einschübe von fremder Hand sein. Die Meinung setzt sich durch, daß die Ilias schriftlich verfaßt und das Werk eines großen Dichters ist.“

#### Oral-poetry-Theorie
Durch die Forschungen von Mathias Murko am Anfang des 20. Jahrhunderts inspiriert, konnte durch Gerhard Gesemann und vor allem Milman Parry in den 1920er- und 1930er-Jahren eine neue Homerinterpretationstheorie entwickelt werden. Parry arbeitete an rund 12.500 Texten südslawischer Heldendichtung, die einzeln zwar kürzer als Ilias oder Odyssee sind (ein Epos von Avdo Mededovič hatte allerdings über 12.000 Verse), jedoch ein größeres Repertoire einzelner Sänger aufweisen. Er schrieb dem Dichter der Ilias sogar zu, er verstünde nicht, was er singe, weil er alte, ihm nicht mehr verständliche Formeln zitiere. Nach dieser Forschungsrichtung sind die – meist historischen – Inhalte der Epen in groben Zügen festgelegt. Dem Sänger wird dennoch Spielraum gegeben, die Werke in einer für die Darbietung optimierten, formelhaften Sprache improvisierend vorzutragen (so wird auch die homerische als für den Hexameter angepasste Sprache angesehen) – einige Passagen sind in der Dichtung dennoch unveränderlich (siehe „Epische Formeln“). Aus der Tatsache, dass sich auch in der Ilias Formeln und ähnliches finden lassen, schloss Parrys Schüler Albert Lord 1953, dass auch diese Werke das Resultat mündlicher Dichtung sein müssten – ob sie selbst mündliche Dichtung sein könnten, wird dadurch nicht geklärt. Lord begründete damit die „Oral-poetry-Theorie“, durch die genaue Nachfragen zu bestimmten Auffälligkeiten in mündlich vorgetragenen Werken umgangen werden wollen – Gustav Adolf Seeck und Albin Lesky widersprechen: „Was das allgemeine Verständnis für Homer betrifft, hat diese Theorie […] mehr Schaden als Nutzen gestiftet, weil Homer zwar Formeln verwendet, aber inhaltlich nicht mit Formeln, sondern mit Motiven arbeitet“ und „Voll stimmen wir grundsätzlichen Vorbehalten gegen die Parry-Schule zu, wo diese dazu neigt, den originalen Dichter über dem mit Formeln arbeitenden Aoiden zu vergessen.“ In den letzten Jahren wird mit computergestützten Auswertungen versucht, die Formelhaftigkeit der homerischen Epen zu relativieren. Ernst Heitsch resümiert: „Es ist […] nicht falsch, wenn wir zunächst sagen, für unsere Ilias und Odyssee gehört die oral poetry auf jeden Fall in die Vorgeschichte; zu klären bleibt nur, was unter Vorgeschichte und was unter ‚unserer Ilias‘ verstanden werden soll.“

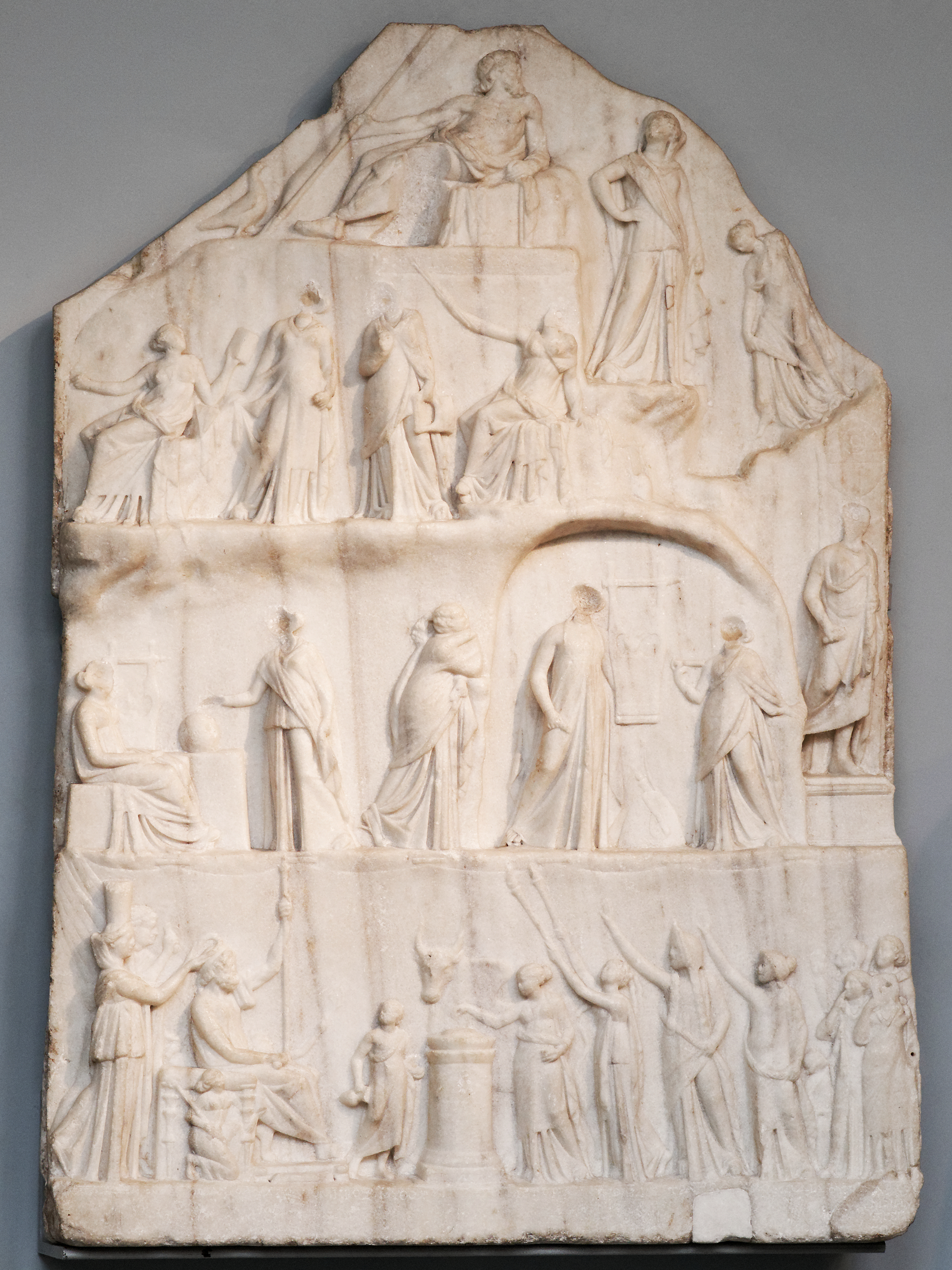
Apotheose des Homer, der von den Allegorien der durch ihn stark beeinflussten Künste der Geschichtsschreibung, Dichtung, Tragödie und Komödie sowie von Ilias und Odyssee flankiert wird. Das Relief, das von Archelaos von Priene wahrscheinlich im 2. Jahrhundert v. Chr. hergestellt wurde, befindet sich im British Museum in London.

## Rezeption
Die Ilias (und auch die Odyssee) beeinflusste durch ihr frühes Entstehen und die Komplexität des Inhalts sehr viele Literaturgattungen, Autoren, Künstler und Wissenschaftler Europas – sei es als Fortführung oder Umdeutung. Deswegen kann dies in diesem Überblick nur skizzenhaft dargestellt werden – Joachim Latacz resignierend dazu: „Ob Homers Wirkungsgeschichte jemals ganz zu erfassen sein wird, muss in der Tat bezweifelt werden.“

### Rezeption in der Literatur

#### Archaik

##### Kyklische Epen

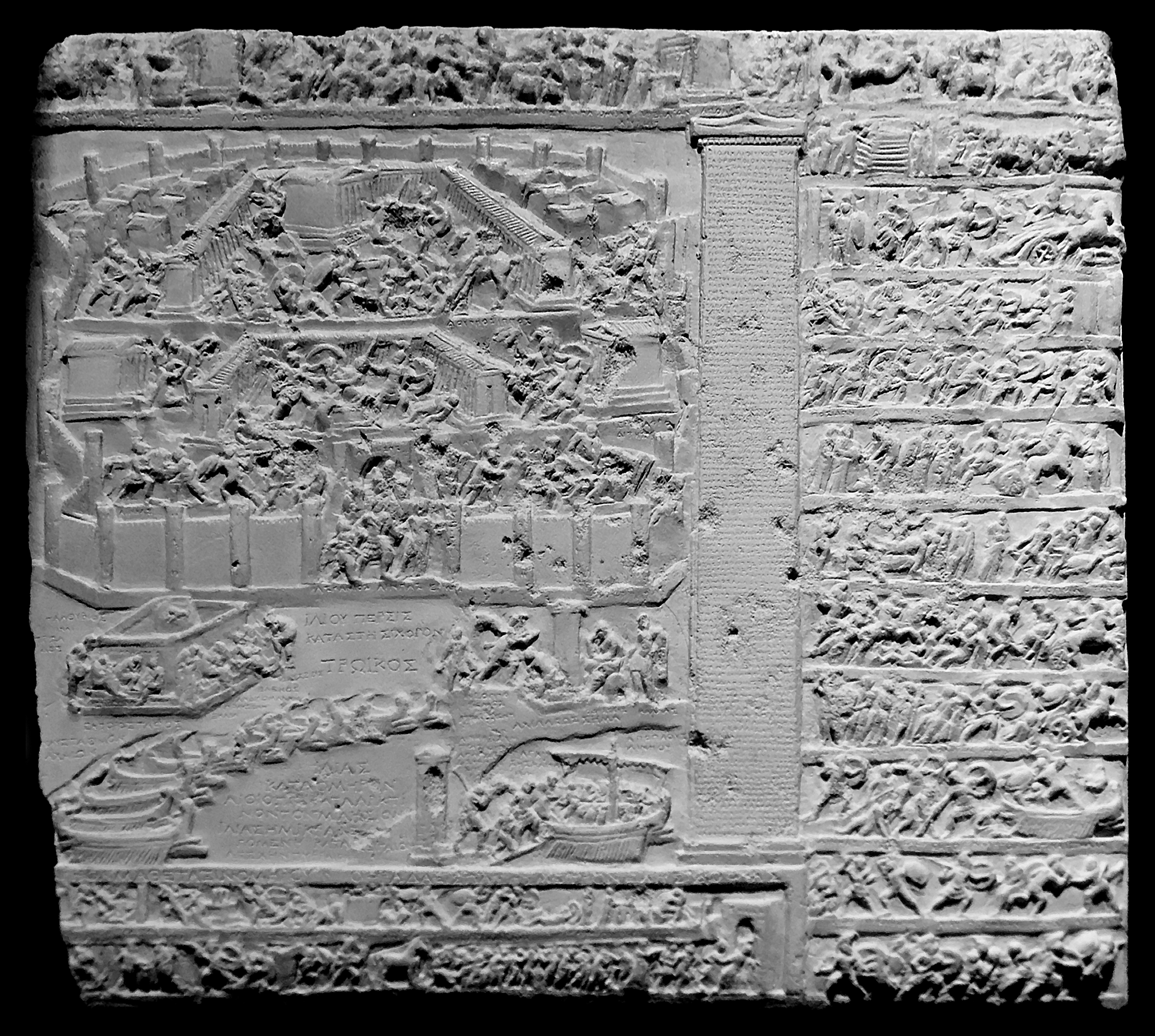
Auf diesem Kalksteinrelief der Tabulae Iliacae aus dem ersten Jahrhundert v. Chr., das sich im Palazzo Nuovo der Kapitolinischen Museen in Rom befindet, werden Szenen der Ilias, Aithiopis, Ilioupersis und Kleinen Ilias dargestellt.

Zu den kyklischen Epen gehören die Kyprien, die Ilias, die Aithiopis, die Kleine Ilias, die Nostoi, die Odyssee und die Telegonie. Die kyklischen Epen ohne Ilias und Odyssee sind wohl im 7. oder 6. Jahrhundert v. Chr. entstanden, um den Rahmen der beiden Großepen zu füllen. Die Texte sind uns zwar nur fragmentarisch erhalten, die Inhalte der einzelnen Werke aber bei Proklos aus dem 5. Jahrhundert n. Chr. überliefert.
Odyssee
Zwischen Ilias und Odyssee werden große Unterschiede in Sprache, Stil, Gesinnung und im moralischen Auftreten der Götter gefunden, die zu einer Datierung der Ilias vor die Odyssee führen, ob die beiden Werke von einem Dichter verfasst wurden, ist dabei umstritten. Schon in der Antike stritt man darüber, ob Ilias und Odyssee vom selben Autor seien. Die Gruppe der Personen, die eine gemeinsame Verfasserschaft für beide Werke ablehnten, nannte sich „Chorizontes“. Zwar ist von ihren Werken so gut wie nichts überliefert, da Aristarchos von Samothrake aber gegen sie argumentierte, lassen sich die Kernthesen rekonstruieren. Auch Aristoteles sprach sich für die Einheit aus. Erste neuzeitliche Ansätze zur Verfassertrennung von Ilias und Odyssee finden sich bei François Hédelin, die später intensiv aufgegriffen wurden – die Annahme, dass die Odyssee als Ganzes älter sei als die Ilias, ist laut Walter Diehl bis 1938 allerdings noch nicht geäußert worden. In seinem Vergleich sind sämtliche Wiederholungen in der Odyssee sekundär gegenüber den Versen der Ilias, mit dem Ziel, die Ilias weiterzuführen.

##### Homerische Hymnen
33 Homerische Hymnen'im katalektischen, daktylischen Hexameter, die 3 bis 580 Verse beinhalten, sind uns aus dem achten bis zweiten Jahrhundert v. Chr. überliefert und Homer zugeschrieben. Die vier größten Hymnen sind die von Apollon, Aphrodite, Demeter und Hermes – in dieser Reihenfolge werden sie in der kritischen Ausgabe von Allen-Halliday-Sikes datiert. Zur Zeit Thukydides’ und Pindars hießen die Hymnen möglicherweise noch Proömien. Neben Formelversen, die auch in der Ilias zu finden sind, ist vor allem im Apollonhymnos die Erwähnung eines blinden Mannes aus Chios zu nennen, den manche Wissenschaftler mit Homer gleichsetzen.

##### Hesiod
Hesiod verwendet in seinen Werken, der Theogonie und den Werken und Tagen, eine der Ilias und Odyssee ähnliche Sprache. Sie sind mit 1022 beziehungsweise 828 Versen kürzer als Ilias (oder Odyssee) und behandeln weder ein Motiv wie das des Zornes der Ilias, noch die Darstellung vom Kriegsgeschehen oder Helden – Herodot betont aber die Einführung der Griechischen Götter durch Homers und Hesiods Werke. In den Werken und Tagen wird dabei Hesiods Zeit beschrieben, wohingegen der Erzähler der Ilias über ein früheres Geschehen berichtet. Er gibt in seinen Werken biographische Informationen wieder und kennt (neben dem Geschehen um Theben) den Trojanischen Krieg, erwähnt aber weder Homer, noch die Ilias oder die Odyssee in seinen Werken. Der Hesiod zugeschriebene Frauenkatalog sammelt in der Mitte des sechsten Jahrhunderts v. Chr. die griechischen Mythen bis zum Trojanischen Krieg.

##### Sonstige
Auch der Kanon der neun Lyriker beschäftigte sich mit der Ilias – Stesichoros dichtete diese und andere Epen des Kyklos in bis zu 1500 Verse großen Kleinepen im Versmaß des Jambus um. Longinus bezeichnet Stesichoros und Archilochos als Homeriker. Ob Sapphos, Archilochos', Alkmans und Mimnermos’ Gedichte sich auf die Ilias beziehen könnten, ist umstritten – erste wird aber später von Antipatros von Thessalonike der „weibliche Homer“ genannt. Simonides von Keos schreibt eine Elegie, in der er den griechischen Sieg vor Ilios mit dem der Spartaner vor Plataia vergleicht – Elegien sind im gleichen Versmaß wie die Ilias geschrieben und behandeln auch Themen, die sich mit dem Epos überschneiden (beispielsweise bei Tyrtaios und Kallinos, später aber auch bei Solon zu finden). Semonides zitiert eine Passage der Ilias wörtlich und schreibt sie einem blinden Dichter aus Chios zu. Im Fragment 151 betont Ibykos von Rhegion, nicht auch noch über die Ereignisse des Trojanischen Krieges schreiben zu wollen, sondern preist den Tyrann Polykrates.
Das Certamen Homeri et Hesiodi berichtet von einem Wettstreit zwischen Homer und Hesiod, bei dem Homer auf Hesiods Fragen antworten muss und anschließend beide Autoren Verse aus ihren Werken zitieren müssen. Obwohl sich das Publikum für Homer als Sieger ausspricht, überreicht König Panedes Hesiod den Siegerpokal. Der teilweise jambische Margites wurde von Aristoteles Homer zugeschrieben. Herodot wiederum sieht in Homer den möglichen Verfasser des thebanischen Epos Epigonoi; inwiefern Hekataios von Milet durch Ilias und Odyssee beeinflusst wurde, ist ungewiss.
Die Vorsokratiker und Naturphilosophen Parmenides, Empedokles, Heraklit Anaxagoras und Anaximander beschäftigen sich unter anderem mit der Kritik an dem unmoralischen Verhalten der iliadischen Götter und der Einführung von philosophischen anstelle von anthropomorphen Göttern, wie sie in der Ilias beschrieben werden. Xenophanes tut dies schon vor diesen. Metrodoros von Lampsakos deutet die Ilias allegorisch als eine Art „Organismus“, in dem Achilleus zum Beispiel die Sonne und Hektor das Gegenstück, den Mond, darstellt. Die Götter stehen als Elemente einander gegenüber.

#### Klassik
Der klassische Dichter Pindar erwähnt Homer dreimal (wobei er ergänzt, in seiner Zeit ein ebenso hohes Ansehen wie Homer zu haben), die Homeriden einmal. Panyassis von Harlikarnass und Antimachos von Kolophon schreiben im Tenor der Ilias und Odyssee eine Ionica und Heracleia beziehungsweise Thebais.

##### Drama
Die griechische Tragödie entnimmt als Vorlage epische Stoffe wie den der Ilias und adaptiert sie vor allem für ihre Götterdarstellungen. Dies ist vor allem in Aischylos’ Sieben gegen Theben, Die Perser und den ersten beiden Werken der Orestie (hier mit kyklischen Einflüssen) – daneben aber auch das Werk einer nicht erhaltenen Achilleustrilogie mit den Tragödien Die Myrmidonen, Die Phryger und Hektors Lösung – zu finden. Ebenso in Sophokles' Aias, Philoktetes, Die Trachinierinnen und König Ödipus; sowie in Euripides' Die Troerinnen, Die Phönikerinnen, Hekabe, Andromache, Der bekränzte Hippolytos und im zweiten Teil des Herakles zu finden.
Der einzige Auftritt der Iris außerhalb der Ilias findet sich in Aristophanes’ Vögeln. Letzterer stellt seine Götter ähnlich rücksichtslos wie die der Ilias dar. Inwiefern sein Iliasbild durch die von ihm verwandte Komik – zum Beispiel in den Acharner – verzerrt wird, ist nicht genau zu bestimmen.

##### Geschichtsschreibung
Herodot zitiert elf Verse aus Ilias und Odyssee und gilt für Longinus als „homerisch“. Ähnlich dem Schiffskatalog beschreibt Herodot das Aufgebot von Xerxes I., kritisiert aber die Darstellung der iliadischen Helena. Thukydides zitiert einen Vers der Ilias (und 13 aus dem Apollonhymnos), sucht die Hintergründe des Trojanischen Krieges und bezeichnet diesen aber als weniger bedeutsam für die Griechen als den Peloponnesischen Krieg.

##### Philosophie
Platons Sokrates äußert Kritik am unmoralischen und anthropomorphen Auftreten der Götter und bezeichnet Ilias und Odyssee (wie auch im Laches) als erziehungsungeeignet, woraufhin er Homers Epen aus seinem fiktiven Staat verbannt – Liebe und Respekt Sokrates’ hindern ihn aber daran, etwas Negatives über Homer zu sagen, den er als ersten „tragischen Poeten“ bezeichnet. Er kritisiert Dichtung als Nachahmung (Mimesis) von Nachahmung, da die Realität schon ein Abbild der Ideen ist, lässt aber Hymnen für Götter und Loblieder auf „gute Menschen“ zu. Im Werk Ion diskutiert Sokrates mit dem Rhapsoden Ion über dessen Homerkenntnisse, den Vortrag und die Darstellung der Epen – dass sie kein Wissen vermitteln. Im Hippias Minor spricht Sokrates mit Hippias von Elis über die Schwierigkeit, die Intention der Ilias zu ermitteln. In der Apologie schließlich deutet Sokrates Achilleus’ Worte für seine Verteidigung um.
Es entstanden des Weiteren Homerwörterbücher von zum Beispiel Antimachos von Kolophon, Philetas oder Simias von Rhodos – allgemein richtete sich das Interesse der Kommentatoren eher auf sprachliche Fragen, und dies vor allem durch die Sophisten. Gorgias’ Helena und Palamedes, aber auch Hippias von Elis’ und Protagoras’ Ansichten, die uns über Platons Dialoge überliefert sind, beschäftigen sich mit den ethischen und rhetorischen Gedanken der Ilias. Als Gegenbewegung entstand eine Homerkritik, die sich vor allem gegen ethische Ansichten stellte und der sich Aristoteles kritisch widmete. Letzterer gibt wieder, dass ein Dichter nicht das Geschehen so erzählen muss, wie es war, sondern was hätte geschehen können, und nahm einen einzigen Autor für die Ilias an (den einzig legitimen Epiker), was erst durch das Aufbegehren gegen dessen Analyse im 18. Jahrhundert in Frage gestellt wurde. Aristoteles benennt in der Poetik wie zuvor schon Platon in der Politeia die Ilias und Odyssee als Ursprünge der Tragödie und vergleicht in De anima verschiedene Ausdrücke für den gleichen Sachverhalt in der Ilias.

#### Hellenismus
Im sogenannten Froschmäusekrieg (Batrachomyomachia) wird der Trojanische Krieg, sowie Sprache und Stil der Ilias anhand von Zwistigkeiten zwischen Fröschen und Mäusen karikiert. Hekataios von Abdera verfasste eine Abhandlung über Homer und Hesiod, Demetrios von Skepsis über den Trojanerkatalog. Die hellenistischen Philosophierichtungen Stoa und Epikureismus sahen die archaischen Dichtungen weniger als Literatur, denn als ethnographisches Material an – Zenon von Kitions Homerische Probleme ist vollständig verloren. Poseidonios sah in Ilias und Odyssee wissenschaftliche Quellen und verglich sie mit Aratos von Solois Werken in der Schrift Vergleichende Untersuchungen über Arat und Homer in mathematischen Fragen. Laut Marcus Tullius Cicero legt die Stoa die Homer zugeschriebenen Werke so allegorisch aus, dass auch Homer schon Stoiker gewesen sein müsse. – wie auch die Sophisten Homer als ersten Sophisten ansahen. Dabei ist aber anzumerken, dass nur wenige stoisch-interpretierende Iliaskommentierungen überliefert sind.
Der Dichter und alexandrinische Bibliothekar Kallimachos hasst die kyklischen Epen und empfiehlt das Schreiben von kürzeren Werken – er verfasst dabei neben anderen Werken auch Hymnen, die den Homer zugeschriebenen ähneln. Entgegen der Empfehlung schreibt Apollonios von Rhodos in seiner Argonautika in vier Bücher und rund 6100 Versen die Argonautensage im Stile der Ilias und Odyssee nach und wandelt dabei die (hier noch häufigeren) Gleichnisse und die Szenerie um. Er bereichert seinen Stoff um wissenschaftlich-technische und geo- und ethnographische Themen. Er achtet dabei neben der Genauigkeit des Textes auch auf Humor. Die an der Zahl häufigeren Anlässe stehen dabei dem Leitmotiv der Ilias, dem Zorn, gegenüber.

#### Römische Republik und Kaiserzeit
In römischer Zeit wurde in der Schule Griechisch anhand von Ilias und Odyssee gelernt. Livius Andronicus (unter anderem in den Tragödien Achilles und Equos Troianus [„Trojanisches Pferd“] sowie in seinem Epos Odusia), Naevius und Ennius verarbeiteten als erste uns bekannte lateinischsprachige Autoren Themen aus Ilias und Odyssee. Pacuvius verfasste seit etwa 200 v. Chr. mindestens acht Tragödien mit Bezug auf den Trojanischen Krieg. Später, zuerst für Publius Cornelius Scipio Aemilianus Africanus belegt, wurden Iliaszitate verwendet, um sie zum Beispiel die Zerstörung von Orten mit ihnen zu vergleichen. Die von Ennius verfassten Annales wurden später von Vergils Aeneis als Volksepos – wie dies die Ilias für die Griechen war – abgelöst. Aeneas sieht dabei auf dem Junotempel in Karthago den Verlauf des Trojanischen Krieges und folgt dann dem fatum nach Latium, um dort die Gründung Roms zu initiieren (und damit den Trojanischen Sagenkreis zu beschließen). Vor allem der zweite Teil der Aeneis, bei Knauer das letzte Drittel, lehnt sich dabei an die Ilias an. Ovid verfasst neben dem dritten Brief der Heroides – einem Gespräch zwischen Achilleus und Briseïs – die Metamorphosen, in denen er auch iliadische Motive und vor allem das Heroenzeitalter aufgriff. Er präsentiert dabei, wie Vergil, eher Nebencharaktere und -schauplätze der Ilias. Properz unterstellt sich dem „Kriegsdienst der Liebe“ und distanziert sich in seinen Elegien vom Epos, hofft aber (als römischer Liebeselegiker) wie Homer durch seine Werke weiterzuleben. Auch Plautus, Marcus Tullius Cicero (in seinen Briefen), Seneca (unter anderem in seiner Apocolocyntosis), Horaz und andere beschäftigen sich mit der Rezeption von Ilias (und Odyssee), häufig ironisch und für ihre Aussage umdeutend. 68 n. Chr. war eine lateinischsprachige Zusammenfassung der Ilias, die sogenannte Ilias Latina, vollendet.
Titus Petronius’ Trimalchio versucht sich durch Verse aus Ilias und Odyssee in seinem Gastmahl zu charakterisieren. Auch Numenios von Apameia beschäftigte sich mit dem Epos und ging davon aus, dass die Ilias einen Teil der ursprünglichen Aufklärung bildete. Publius Papinius Statius verfasste eine unvollendete, aber einflussreiche Achilleis, in der Achilleus, so wie bei den Autoren vor ihm, nicht negativ gezeichnet wird. Das Epos Callirhoe (wohl Mitte des 1. Jahrhunderts n. Chr.) von Chariton zitiert Ilias und Odyssee häufig und skizziert die Charaktere den beiden Epen ähnlich. Ähnlich ist dies bei Achilleus Tatios’ Roman Leukippe und Kleitophon (um 150 n. Chr.) und Heliodoros’ Roman Aethiopica (zweite Hälfte des 3. Jahrhunderts), der eine sehr verstrickte, häufig rückblendende Geschichte erzählt. Der Ägypter Triphiodoros schreibt wohl in der zweiten Hälfte des 2. Jahrhunderts ein Kurzepos über den Trojanischen Krieg. Ein umfangreiches, fast vollständig erhaltenes Epos, das die Geschichte des Trojanischen Krieges nach der Ilias erzählt (Posthomerica) wurde von Quintus von Smyrna verfasst. In der sogenannten Zweiten Sophistik greifen Epiktet, Pausanias, Strabon und Plutarch auf die Inhalte der Ilias und Odyssee zurück. Auf rhetorischer Seite wandeln Dion Chrysostomos (Trojanische Rede) und Flavius Philostratos (Heroikos) die Abläufe des Trojanischen Krieges um. Obwohl für den Hellenismus und die Kaiserzeit nicht genau bekannt ist, wie intensiv an Ilias und Odyssee in der Schule gearbeitet wurde, scheinen Plutarch (vor allem das ihm zugeschriebene Werk eines unbekannten Grammaticus': De Homero „Über Homer“), Aelius Aristides, Dion Chrysostomos, Flavius Philostratos und Cassius Maximus Tyrius den kompletten Text der Ilias zu kennen.
Auf christlicher Seite zeigt sich ab dem 4. Jahrhundert – mit Ausnahme der Regierungszeit Julians, vor allem aber bei Basilius’ Ad adulescentes („Den Jünglingen“) – Kritik am polytheistischen Glauben. Auch Augustinus von Hippo setzt sich, ähnlich wie Platon, kritisch mit den Göttern der Ilias und Odyssee auseinander und lehnt den nicht-christlichen, polytheistischen Glauben ab. Er beklagt sich über die Schwierigkeit der Übersetzung der Werke und rät vermutlich deswegen von der Lektüre ab. Dem zur gleichen Zeit lebenden Hieronymus bereitete dies keine Probleme. Claudian erwähnt in seinem Werk De nuptiis Honorii et Mariae sogar, dass die künftige Gattin des Hauptcharakters Flavius Honorius’ Homer, Orpheus und Sappho kenne und bezeichnet Homer als Vater der Dichter. Fulgentius von Ruspe soll schließlich noch im 5. Jahrhundert Ilias und Odyssee komplett auswendig gekannt haben. Dares Phrygius schreibt zu dieser Zeit einen Bericht über den Trojanischen Krieg, Dictys Cretensis ein „Tagebuch des Trojanischen Krieges“ in sechs Büchern. Nonnos von Panopolis schreibt in 48 Büchern und rund 25.000 im Stile der Ilias und Odyssee von dem Siegeszug des Dionysos nach Indien. Wichtig für die Deutung der Ilias in Verbindung mit Platons Werken sind Plotins, Porphyrios’ und Proklos’ Schriften.

#### Mittel- und Westeuropa im Mittelalter
Fast das gesamte Mittelalter über war die Kenntnis der Ilias verloren und der Nutzen der Lektüre wurde bezweifelt, der Name des Verfassers und die Ilias Latina, die später Schullektüre ist, wurden hingegen überliefert – Petrus von Pisa carmen 11, 5 vergleicht Paulus Diaconus mit Homer, obwohl ersterer kein Griechisch könne. Des Weiteren beschäftigten sich auch unter anderem Wigbold, Hrabanus Maurus, Ermenrich von Ellwangen, Pseudo-Dionysius Areopagita, der Panegyricus Berengarii, Liutprand von Cremona, Widukind von Corvey, Balderich von Bourgueil, Archipoeta, das Rolandslied (Vers 2616), der Roman de Thèbes (Verse 1 bis 10) und Bénoît de Sainte-Maure mit der Ilias und Homer. Ursache für die allgemeine Unkenntnis der Ilias’ waren wohl Augustinus’ Schriften. Das Werk von Bénoît de Sainte-Maure, das von Dares Phyrgius und Dictys Cretensis beeinflusst wurde, übersetzten Autoren in mehrere Sprachen; unter anderem Herbort von Fritzlar („Daz Liet von Troye“), Konrad von Würzburg („Trojanerkrieg“ – ein unvollendetes Epos von 40.424 Versen, das 1280 in Basel verfasst wurde) und Guido delle Colonne (Historia destructionis Troiae). Mit dem in der ersten Hälfte des 12. Jahrhunderts von Konrad von Hirsau verfassten Dialogus super Auctores und dem anonymen Accessus Homeri des 11. Jahrhunderts werden Ilias und Odyssee wieder mehr gewürdigt. Das zweite Werk trennt dabei einen „Homerus latinus“, der die Ilias Latina verfasst hatte, von einem „Homerus graecus“. Dieser soll laut Konrad von Hirsau die Werke De excidio Troiae et eius decennali obsidione („Über Zerstörung Trojas und die zehnjährige Belagerung“) und minor Homerus verfasst haben. Das letztere – der „kleine Homer“ – berichtet über Achilleus’ Tapferkeit und soll von dem thebanischen Philosophen Pindarus ins Lateinische übersetzt worden sein. Dieser „Pindarus Thebanus“ wurde dann als Verfasser der Ilias Latina angesetzt und qualitativ hinter den ursprünglichen Dichter der Ilias’ gesetzt. Während dieser Zeit sahen sich viele Herrscher als Nachfahren der Trojaner.
Dante Alighieri erwähnt die Ilias nur mittels eines Zitates aus Aristoteles’ Nikomachischer Ethik und Homer in der Göttlichen Komödie – ihm bekannt waren wohl nur die Ilias Latina und die Werke von Dares Phrygius und Dictys Cretensis. Francesco Petrarca möchte in seinem Frühwerk Africa ein Anhänger Homers sein. Er nutzte dafür ein Manuskript des Werkes Periochae Homeri Iliadis et Odyssiae aus dem Umkreis des Ausonius (der auch selbst über Homer schrieb und zur Lektüre anregte) und einen Homercodex, den ihm Nikolaos Sigeros 1353 schenkte, für seine Schriften. Dabei hatte er allerdings Schwierigkeiten, den griechischen Text zu lesen. Leontius Pilatus hatte zu dieser Zeit begonnen, als erster die Ilias und Odyssee ins Lateinische zu übersetzen, und beendete seine Arbeit 1362. Erst 1397 ermöglichte die Lehre der altgriechischen Sprache durch Manuel Chrysoloras eine intensivere Beschäftigung mit der Ilias und anderen altgriechischen Texten.

#### Byzanz
Im Byzantinischen Reich unterrichtete man das polytheistische Weltbild anhand von Ilias und Odyssee – die Schüler beschäftigten sich dabei anhand von 30 bis 50 Versen pro Tag mit Ilias oder Odyssee. Mit der Ilias beschäftigten sich unter anderem Demo, Michael Psellos (der laut eigener Aussage im Alter von neun Jahren die Ilias auswendig rezitieren konnte), Isaak Komnenos und Isaac Porphyrogennetos. Neben Scholien entstanden für den Schulunterricht von zum Beispiel Georgios Choiroboskos sogenannte Epimerismen, die die Verse in einzelne Wörter auflösen und dann erklären, Marginalien und interlineare Übersetzungen (von beispielsweise Manuel Moschopoulos). Dabei wurden nur die ersten beiden Bücher bearbeitet. In Byzanz wurde der schon häufiger erwähnte Venetus A verfasst – die am längsten erhaltene, komplette Iliashandschrift.
Das 12. Jahrhundert bildete in Byzanz das aetas Homerica („Homerisches Zeitalter“), in dem sich die Wissenschaftler intensiv mit der Ilias befassten und diese am häufigsten in ihrer Literatur zitierten. Johannes Tzetzes schrieb die Werke Exegesis zu Homers Ilias und „Homerische Allegorien“, sowie Iliadische Gedichte (Carmina Iliaca), in denen er die Rahmengeschichte der Ilias beschreibt. Eustathios von Thessalonike verfasst Kommentare zur Ilias und Odyssee, die sich unter anderem auf den Viermännerkommentar beziehen, und polemisiert gegen Tzetzes, da er nicht wie dieser im Auftrage einer Adligen – der Kaiserin Bertha von Sulzbach –, sondern seiner Schüler seine Werke schreibt. Er beschäftigt sich allumfassend mit den Werken und geht so auch auf Realien und Sitten ein. Als Homerliebhaber sieht er die Ilias als Weltwunder und als Ursprung fast der gesamten Literatur an. Niketas Choniates vergleicht in seinem Geschichtswerk die Franzosen, die im Vierten Kreuzzug Konstantinopel 1204 zerstören, mit iliasungebildeten Barbaren. Ganz anders sieht dies der Hofschriftsteller Konstantin Manasses, der wie seine Kollegen, die Weltchroniken herstellten, die historische Genauigkeit der Ilias ablehnte und sie mit der biblischen Geschichte verknüpfte. Die Inhalte seiner und Tzetzes Werke verarbeitet Konstantin Hermoniakos in einem 9000 achtsilbrigen Versen umfassenden Epos. Am Ende des Byzantinischen Reiches entstanden eine ebenso von beiden Autoren abhängige Achilleïs („Erzählung von Achilleus“) und die sogenannte „Byzantinische Ilias“, die beide allerdings ohne Kenntnis vom altgriechischen Originaltext entstanden sind – ein anonymer Autor des „Trojanischen Krieges“ (nach dem 12. Jahrhundert; 14.000 ungereimte Fünfzehnsilbler) erwähnt nicht einmal mehr Homer. Wichtig für die Kenntnis der Ilias in der Neuzeit war die Übersetzung des Nikolaos Loukanis’ aus dem Altgriechischen in modernes Griechisch. Die erste Übersetzung der Ilias in eine moderne Sprache überhaupt verarbeitet Konstantin Hermoniakos' Werk und wurde in 138 Holzschnitten 1526 veröffentlicht.

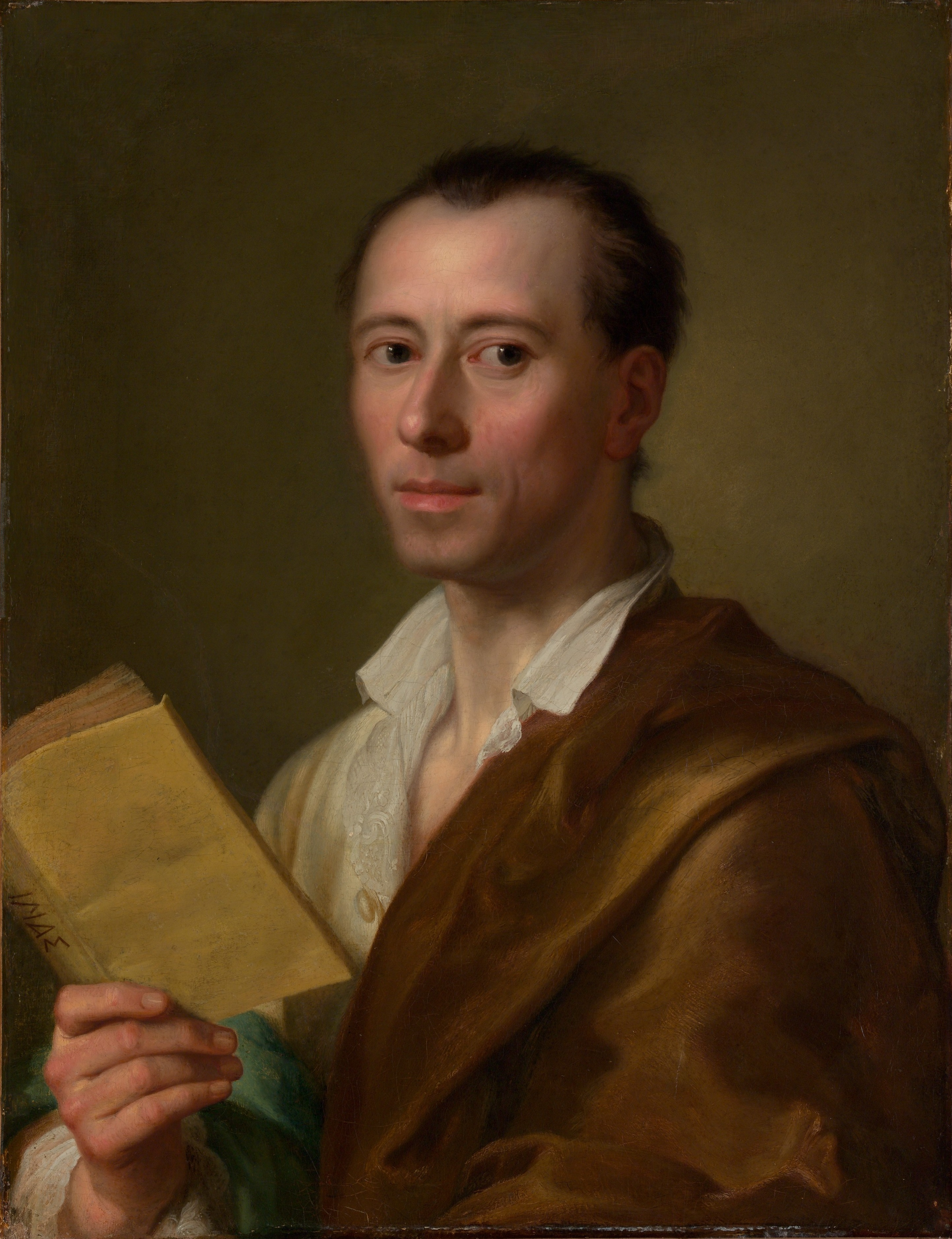
Johann Joachim Winckelmann mit der Ilias in der Hand. Gemalt von Anton Raphael Mengs kurz nach 1755.

#### Neuzeit
Durch die ersten Übersetzungen der Ilias in lateinische und auch moderne Sprachen war es für die Schriftsteller der Neuzeit möglich, sich mit diesem Epos intensiver zu beschäftigen – die ersten Übersetzungen finden sich bei Simon Schaidenreisser (1537; erste deutschsprachige Übersetzung) und Johann Spreng (1610). Einflüsse davon sind zunächst in einem Ritterroman von Matteo Maria Boiardo, Gian Giorgio Trissinos Italia liberata da’ Gotti (1547), Torquato Tassos La Gerusalemme liberata (1570) und William Shakespeares Troilus und Cressida zu finden. Dennoch wird fast ausschließlich Vergils Aeneis der Ilias und Odyssee vorgezogen, infolge der „Querelle des Anciens et des Modernes“ wurde Homer sogar drastisch angegriffen und erst durch Johann Joachim Winckelmann wieder rehabilitiert. Johann Wolfgang von Goethe begeisterte sich ebenso wie Winckelmann für den „heiligen Homer“. Seine die Ilias fortsetzende Achilleis blieb allerdings unvollendet. Sie sollte eine Reaktion auf Friedrich August Wolfs Kritik an Homer sein. Durch Johann Heinrich Voß’ Übersetzung der Ilias (1793) und Gustav Schwabs Die schönsten Sagen des klassischen Altertums (1838–1840) wurde das Interesse an der Ilias noch vermehrt. Später beschäftigen sich zunächst Jean Giraudoux’ Der trojanische Krieg findet nicht statt und Heiner Müllers Drama Zement (1972) erneut mit der Ilias. Christa Wolfs Kassandra betont auf eine ebensolche Weise die Brutalität des Krieges, speziell, indem sie Achilleus stets „Achill das Vieh“ nennt.
Voß’ Übersetzung wirkte sich auch auf die englischsprachige Literatur aus: Auch George Gordon Byron (vor allem im Don Juan), William Blake, John Keats, William Hazlitt, Percy Bysshe Shelley, Alfred Tennyson und Robert Southey zeigen sich ilias- und odysseeinteressiert – bei weiblichen Autoren (wie Anna Laetitia Barbauld, Felicia Hemans und Mary Robinson) werden die Werke größtenteils nicht erwähnt – eine Ausnahme bilden dabei Mary Shelley und die französische Philosophin Simone Weil. Homer war schließlich sogar angesehener als Shakespeare, wurde auf dem Fries des Albert Memorials zentral dargestellt und bei der Feier zum 300. Geburtstag von Robert Bridges noch vor den Jubilar gesetzt. An englischsprachigen Übersetzungen arbeiteten unter anderem Alexander Pope, George Chapman, William Cowper, Matthew Arnold und Francis William Newman. Modernere englischsprachige Romane mit Iliasbezug sind The Private Life of Helen of Troy von John Eskine, The Great Legend von Rex Stout und Homer’s Daughter von Robert Graves.
In jüngerer Zeit knüpft der Romanzyklus Ilium (2004) und Olympus (2005) des amerikanischen Schriftstellers Dan Simmons starke Bande zum homerischen Epos.
Die heutige Zeit ist zwar noch immer von der Rezeption der Ilias in Literatur (beispielsweise Derek Walcotts Omeros) und Kunst geprägt, die Kenntnis des Originaltextes ist allerdings, wie eine Studie aus dem Jahre 2007 des Gymnasiums „Casimirianum“ Coburg zeigte, nur begrenzt vorhanden.

### Rezeption in der Kunst

#### Bildende Kunst
Ähnlich dem Zusammensetzen des Hexameters durch Formeln in der Ilias konnten auch Vasenmaler auf bestimmte, sich wiederholende Strukturen zurückgreifen. Inwiefern die Darstellungen auf Kunstwerken wie dem Nestorbecher sich auf die Texte der Ilias und Odyssee beziehen, oder auf mögliche mündliche Vorstufen, ist nur schwer zu beantworten. Die Anzahl der Kunstgegenstände mit Bezug auf den Epischen Kyklos steigt dabei im 6. Jahrhundert v. Chr. – Klaus Fittschen zählt 43 Kunstobjekte (darunter 16 für Ilias und Odyssee) bis zu dieser Zeit, Ahlberg-Cornell 77 (25). Die ersten Vasen der Homer zugeschriebenen Epen beziehen sich auf die Odyssee, speziell auf die Blendung Polyphemos' – die Spiele für Patroklos’ Leichnam finden sich auf einer Vase um 600 v. Chr. Vitruv sprach im 1. Jahrhundert v. Chr. von römischen Wandmalereien mit der Darstellung von Ereignissen aus der Ilias – solche sind auch heute noch im sogenannten Kryptoportikushaus und im Haus des D. Octavius Quartio an der Via dell’Abbondanza in Pompeji zu sehen.
Nach der geringen Kenntnis Homers und der Ilias im Mittelalter erschuf zunächst (um 1440–1445) ein anonymer Künstler für Konrad von Würzburgs Trojanerkrieg Buchillustrationen. Es folgten mehrere Darstellungen von Szenen des Trojanischen Krieges (von unter anderem Bartholomäus Spranger, Pieter Schoubroeck und Lucas Cranach dem Älteren), diese beziehen sich aber nicht direkt auf die Ilias. In der Romantik, die in Homer einen unvergleichbaren Dichter sah, interessierten sich vor allem Angelika Kauffmann, Benjamin Robert Haydon und Johann Heinrich Füssli für die Darstellung von Stoffen der Ilias. Als Antwort auf die Französische Revolution fertigte John Flaxman 1793, Bilder von gewalttätigen Szenen der Ilias im Stile der griechischen Vasenmalerei an. Cy Twombly stellte auf seinem Werk Fifty Days at Ilium die 50, eigentlich 51 Tage der Ilias bildlich dar, schon vorher beschäftigte er sich im Werk Achilles Mourning the Death of Patroclus mit der Ilias. 2001 stellt Mimmo Paladino in 202 Illustrationen die wichtigsten Szenen der Ilias und Odyssee dar.

#### Theater und Film
Am 12. April 1989 wurde im Düsseldorfer Schauspielhaus Die Ilias des Homers unter der Regie von Hansgünther Heyme und Hanns-Dietrich Schmidt uraufgeführt. Die Aufführung von zwei Teilen à zweieinhalb Stunden folgen dabei erstmals einer modernen wissenschaftlichen Übersetzung – der Wolfgang Schadewaldts – und sollte auch verfilmt werden – die Planung scheiterte aus finanziellen Gründen.
Schon 1902 wurde mit Le jugement de Pâris („Das Parisurteil“) von Georges Hatot ein in der Ilias angerissenes Motiv filmisch verarbeitet, wenig später (1911) entstand ein Film über den Trojanischen Krieg – La caduta di Troia von Luigi Romano Borgnetto und Giovanni Pastrone. Weitere Stummfilme waren der dreieinhalbstündige Film Helena, der 1924 von Manfred Noa in den zwei Teilen Der Raub der Helena und Der Untergang Trojas in Deutschland veröffentlicht wurde. Dieser Film war wie Alexander Kordas The Private Life of Helen of Troy (nach dem gleichnamigen Roman von John Erskine) lange verschollen und wurde erst 2001 wieder rekonstruiert. Tonfilme mit Bezug auf die Ilias gibt es viele, fast immer wird aber nicht nur der kurze Abschnitt der Ilias, sondern der ganze Trojanische Krieg dargestellt. Zu den Aufführungen gehören Robert Wises Die schöne Helena, John Harrisons Fernsehfilm Helena von Troja, Marino Girolamis L’ira di Achille („Achilles. Der Zorn des Kriegers“) und Wolfgang Petersens Troja – häufig spielen die Götter keine oder nur eine geringe Rolle. Petersen kommentiert seine Entscheidung, das Thema der Ilias zu wählen, wie folgt:

„Man macht sich noch einmal die Grundlagen klar, die alles bestimmen, was wir bis heute tun. Nennen Sie mir eine dramaturgische Wendung, nennen Sie mir ein geniales Prinzip der Figurenzeichnung – Homer hat alles schon angewendet, und zwar vor 3000 Jahren. Wenn es so etwas wie einen Baum des Erzählens gibt, an dem jedes Buch, jeder Film ein winziges Blatt ist, dann ist Homer der Stamm. Aber nicht nur das. Schauen Sie sich die Gegenwart an! Was die ‚Ilias‘ über Menschen und Kriege sagt, ist einfach immer noch wahr.“